# Liste der Baudenkmale in Lüchow (Wendland)
In der Liste der Baudenkmale in Lüchow (Wendland) sind die Baudenkmale der niedersächsischen Stadt Lüchow (Wendland) aufgelistet. Der Stand der Liste ist der 23. Oktober 2021.
Die Quelle der IDs und der Beschreibungen ist der Denkmalatlas Niedersachsen.

## Aufteilung
Wegen der großen Anzahl von Baudenkmale in Lüchow werden die Baudenkmale in den Ortsteilen in Teillisten aufgeführt.
- Beutow
- Bösel
- Gollau
- Grabow
- Jabel
- Jeetzel
- Kolborn
- Krautze
- Künsche
- Loge
- Lüsen
- Müggenburg
- Plate
- Ranzau
- Reddebeitz
- Reetze
- Rehbeck
- Saaße
- Satemin
- Seerau in der Lucie
- Tarmitz
- Weitsche

## Allgemein
In den Spalten befinden sich folgende Informationen:
- Lage: die Adresse des Baudenkmales und die geographischen Koordinaten. Kartenansicht, um Koordinaten zu setzen. In der Kartenansicht sind Baudenkmale ohne Koordinaten mit einem roten Marker dargestellt und können in der Karte gesetzt werden. Baudenkmale ohne Bild sind mit einem blauen Marker gekennzeichnet, Baudenkmale mit Bild mit einem grünen Marker.
- Bezeichnung: Bezeichnung des Baudenkmales
- Beschreibung: die Beschreibung des Baudenkmales. Unter § 3 Abs. 2 NDSchG werden Einzeldenkmale und unter § 3 Abs. 3 NDSchG Gruppen baulicher Anlagen und deren Bestandteile ausgewiesen.
- ID: die Objekt-ID des Baudenkmales
- Bild: ein Bild des Baudenkmales, ggf. zusätzlich mit einem Link zu weiteren Fotos des Baudenkmals im Medienarchiv Wikimedia Commons. Wenn man auf das Kamerasymbol klickt, können Fotos zu Baudenkmalen aus dieser Liste hochgeladen werden:

## Baudenkmale

### Gruppe baulicher Anlagen
| Lage | Bezeichnung | Beschreibung | ID                              | Bild |
| --- | --- | --- | ------------------------------- | ---- |
| Amtsgarten 52° 57′ 57″ N, 11° 9′ 20″ O | Parkanlage mit Burghügel, Amtsturm, Fundamentsresten des Schlosses und alter Baumbestand                                                           | Der Amtsgarten ist ein Park. Auf dem Amtsberg stand das Schloss Lüchow, das am 24. April 1811 abbrannte. Heutige Reste des Schlosses sind der Amtsturm und Fragmente der Grundmauern. | 30828008                        |      |
| An der Johanniskirche 2 - 7, Stadtkirche St. Johannis, Badestraße 1, 2, 4, Bergstraße 11 - 60, Bleicherstraße 1 - 6 Burgstraße 1 - 9, Drawehner Straße 1 - 15, 17 - 23, 34 - 51, Dr.-Lindemann-Straße 18, 19, Johannisstraße 1, 2, 3, 4, 5, 6, 8, 15, Junkerstraße 1 - 10, Kalanderstraße 1, 3, 4, 5, Glockenturm, Kirchstraße 1 - 20, Lange Straße 1 - 6, 8, 9, 10, 13 - 26, 28 - 70, 73, 75, 76, 77, Lappstraße 2 - 7, Mauerstraße 1 - 11, Ritterstraße 2, 3, 4, Rosenstraße 1 - 14, 19 - 23, Salzwedeler Straße 26, Schmiedestraße 1, 2, 4, Theodor-Körner-Straße 11, Wallstraße 1 52° 57′ 55″ N, 11° 9′ 25″ O | Gesamte durch den Wiederaufbau nach 1811 geprägte Innenstadt einschließlich der beiden Vorstädte und des Bereiches um die Stadtkirche St. Johannis | Die Innenstadt wurde durch den Wiederaufbau nach einem Stadtbrand am 24. April 1811 geprägt. Bei diesem Brand wurden 184 Wohnhäuser und 230 Nebengebäude vernichtet. Die Salzwedeler Vorstadt wurde vom Brand verschont. Die Sankt-Johannis-Kirche gehört mit zu diesem Ensemble. | 30828019                        |      |
| Alter Friedhof 52° 58′ 0″ N, 11° 9′ 49″ O | Friedhof/Park mit einzelnen Grabmalen, Ehrenmal und altem Baumbestand                                                                              | Der innerstädtische St.-Annen-Kirchhof war von 1811 bis 1893 Kriegsgräberstätte und diente auch nach deren Schließung noch für Erbbegräbnisse bedeutender Lüchower Bürgerfamilien. | 30827997                        |      |
| Bahnhofstraße und Salzwedeler Straße 52° 57′ 55″ N, 11° 9′ 54″ O | Straßenzug | Die vier Gebäude auf den Grundstücken auf der nordöstlichen Seite der Salzwedeler Straße und entlang der Bahnhofsstraße wurden um die Jahrhundertwende zum zwanzigsten Jahrhundert einheitlich als zweigeschossige Massivbauten mit Putzdekor unter Schieferdeckungen errichtet. | 37058854                        | BW   |
| Schützenpark Lüchow 52° 58′ 18″ N, 11° 9′ 8″ O | Park mit Denkmalen und Baumbestand | Der Schützenpark Lüchow liegt nördlich der Altstadt und westlich entlang der Drawehner Jeetzel. Im Westen umfasst er auch den Schützenplatz. Der Park wurde im Jahre 1827 angelegt, zuvor befand sich hier ein Auenwald, dessen Baumbestand sich teilweise im Park bis heute wiederfindet (Esche, Stieleiche, Feldulme, Feldahorn, Spitzahorn, Hainbuche, Schwarzerle). Erweitert wurde der Park in der zweiten Hälfte des 19. Jahrhunderts, als die neuen Villengebiete südlich und westlich hiervon (Hindenburgstraße, Schützenstraße) erschlossen wurden.       | 41403284/1/-/ 30863605 41403284 | BW   |
| Theodor-Körner-Straße 3, 4 52° 58′ 18″ N, 11° 9′ 8″ O | Amtshaus Lüchow und ehemaliges Amtsgericht Lüchow mit Gefängnis                                                                                    | Der ehemalige Amtshof von Lüchow hat einen Restbestand von drei Gebäuden, dem ursprünglichen Amtshaus (Theodor-Körner-Straße 4), dem Amtsgericht und dem Gefängnis (beide Theodor-Körner-Straße 3). Dabei wurden der Amtshof als ehemaliges Wohnhaus des Amtsmannes und das Amtsgericht in der ersten Hälfte des 19. Jahrhunderts (vermutlich nach 1811) errichtet, der Gefängnisanbau an das Amtsgericht folgte etwas später um die Mitte des 19. Jahrhunderts. Es handelt sich um drei große Bauten, teils massiv, teils in Fachwerk mit symmetrischen Fassaden. | 30828061                        |      |
| Bergstraße 52° 58′ 5″ N, 11° 9′ 53″ O | Wasserversorgungsanlage | Zwischen 1905 und 1909 entstanden das Lüchower Elektrizitätswerk (1905/06) und die damit verbundene zentrale Wasserversorgungs - anlage, deren Wasserturm von Heinrich Scheven (1908/09) auf dem höchsten Punkt der Stadt seinen Platz fand. Der Wasserturm ist bis heute eine markante Landmarke. | 37058932                        |      |

### Einzelobjekte

#### Straßen A – K
| Lage                                                                | Bezeichnung                                        | Beschreibung | ID       | Bild |
| ------------------------------------------------------------------- | -------------------------------------------------- | --- | -------- | ---- |
| Amtsgarten 52° 57′ 57″ N, 11° 9′ 20″ O                              | Amtsturm Lüchow, Fundamentreste von Schloss Lüchow | Rundturm in Backsteinmauerwerk auf Feldsteinsockel (Höhe 24 m; Durchmesser 12 m): Umgang um einen unten kegelförmigen, oben zylindrischen Aufsatz als oberer Abschluss; Mauer- und Dachansätze an der West- und Südseite; Eingang von Südwesten; im unteren Teil Schießscharten; im oberen Bereich allseitig flachbogige Fenster mit Taustab in den Backsteinlaibungen. Errichtet um 1500. Werksteinwappen mit Nassauer Löwen und Braunschweiger Leoparden. | 30869558 |      |
| An der Johanniskirche 52° 57′ 55″ N, 11° 9′ 25″ O                   | Sankt-Johannis-Kirche                              | Turmlose gotische Stufenhalle mit drei Schiffen; Backsteinbau mit unterschiedlichen Ziegelformaten und Verbänden unter Satteldach mit roter Hohlpfannendeckung. Polygonaler Chor, im Westen Treppengiebel. Mittelschiff mit hölzerner Tonne, Seitenschiffe flachgedeckt. Ursprungsbau um 1300, heutiger Bau frühes 16. Jahrhundert, Renovierung 1691 und bedeutende Umbau- und Renovierungsphase 1866 unter Conrad Wilhelm Hase. Glasmalereien aus dem Mittelalter und dem 20. Jahrhundert, Ausstattung neugotisch (1866) mit älterer Bronzetaufe (1417) und Kronleuchter (um 1600). Die Kirche steht auf einer Grünfläche mit altem Baumbestand. Die Kirchhoffläche befindet sich dabei nördlich der St. Johannis-Kirche, ein angelegter Weg führt auf das nördliche Portal zu, | 30869130 |      |
| An der Johanniskirche 52° 57′ 54″ N, 11° 9′ 25″ O                   | Kirchhof                                           | Grünfläche mit altem Baumbestand nördlich der St. Johannis-Kirche. Wegeführung auf das nördliche Portal zu. Alter Baumbestand. | 37058689 |      |
| An der Johanniskirche 3 52° 57′ 54″ N, 11° 9′ 25″ O                 | Wohnhaus                                           | Zweigeschossiger, traufständiger Bau; Erdgeschoss massiv; Obergeschoss in Fachwerk mit Backsteinausfüllungen; Satteldach in Hohlpfannendeckung. Errichtet um 1900. | 30869292 |      |
| An der Johanniskirche 4 52° 57′ 54″ N, 11° 9′ 25″ O                 | Wohnhaus                                           | Zweigeschossiger, traufständiger Fachwerkbau in Stockwerksbauweise auf Feldsteinsockel unter Satteldach in Hohlpfannendeckung; Backsteinausfachung; Obergeschoss auf Knaggen mit Kehle-Wulst-Kehle-Wulst-Profil vorgekragt; Füllhölzer und Schwelle mit Schiffskehle und Taustab; im Obergeschoss paarweise Anordnung von Fußstreben; Gefüge durch Fenstereinbauten leicht gestört. Erneuerte einflügelige Hauseingangstür. Errichtet 1593 (d). | 30869269 |      |
| An der Johanniskirche 5 52° 57′ 54″ N, 11° 9′ 24″ O                 | Wohnhaus                                           | Zweigeschossiger, traufständiger Fachwerkbau mit Backsteingefachausfüllungen unter Satteldach in roter Hohlpfannendeckung. Errichtet Anfang des 19. Jahrhunderts. | 30869250 |      |
| An der Johanniskirche 6 52° 57′ 54″ N, 11° 9′ 24″ O                 | Alte Lateinschule                                  | Zweigeschossiger, traufständiger Fachwerkbau mit Backsteingefachausfüllungen; auf Feldsteinsockel und unter Walmdach in roter Hohlpfannendeckung. Obergeschoss an den beiden Traufseiten leicht vorkragend. Symmetrische Schaufassade in Richtung Johanniskirche. Als Lateinschule 1669 (i) erbaut und bis ins 20. Jahrhundert als Schule genutzt. Heute Wohnhaus. | 30869229 |      |
| An der Johanniskirche 7 52° 57′ 54″ N, 11° 9′ 23″ O                 | Wohnhaus mit Nebengebäude                          | Zweigeschossiger, traufständiger Fachwerkbau mit Backsteingefachausfüllungen, unter Halbwalmdach in Hohlpfannendeckung. Symmetrische Schaufassade mit mittigem Hauseingang. Errichtet 1826 als Kantor- und Organistenwohnung, gemeinsam mit einem Stall; aufgestockt Ende des 19. Jahrhunderts. | 30869208 |      |
| Badestraße 1 52° 58′ 5″ N, 11° 9′ 22″ O                             | Wohnhaus                                           | Zweigeschossiger Fachwerkbau mit Backsteingefachausfüllungen; in Ecklage. Errichtet Anfang des 19. Jahrhunderts. | 30869794 |      |
| Badestraße 2 52° 58′ 5″ N, 11° 9′ 21″ O                             | Wohnhaus                                           | Dreigeschossiges Fachwerkgebäude in Ecklage, ursprünglich Lagerhaus. Erdgeschoss teilweise massiv ersetzt. Errichtet um 1880. | 30869775 |      |
| Badestraße 3 52° 58′ 4″ N, 11° 9′ 21″ O                             | Wohnhaus                                           | Zweigeschossiges traufständiges Fachwerkgebäude unter ziegelgedecktem Satteldach. Aufzugserker rechtsseitig im Dach; zwei nachträgliche Garagentore. Errichtet Anfang des 19. Jahrhunderts. | 39834282 |      |
| Badestraße 4 52° 58′ 4″ N, 11° 9′ 22″ O                             | Wohnhaus                                           | Zweigeschossiges traufständiges Backsteingebäude mit zusätzlichem Obergeschoss in Fachwerk unter Satteldach. Errichtet im 19. Jahrhundert. | 30869756 |      |
| Bahnhofstraße 2 52° 57′ 55″ N, 11° 9′ 53″ O                         | Mehrfamilienwohnhaus                               | Zweigeschossiger Massivbau aus Backsteinen mit Putzdekor in Ecklage zur Salzwedeler Straße, unter hohem Mansarddach in Schieferdeckung. Errichtet um 1900. | 30869738 |      |
| Bahnhofstraße 3 52° 57′ 55″ N, 11° 9′ 53″ O                         | Mehrfamilienwohnhaus                               | Freistehendes zweigeschossiges traufständiges Backsteingebäude unter Mansarddach in Schieferdeckung. Rechts im Obergeschoss Erker, darüber Giebel. Errichtet um 1900. | 37058906 |      |
| Bergstraße 10 52° 58′ 5″ N, 11° 9′ 52″ O                            | Elektrizitätswerk                                  | Zweigeschossiger Backsteinbau über rechteckigem Grundriss und unter flach geneigtem Satteldach in Ecklage zur Seerauer Straße; Fassadengliederung durch lisenenartig vorspringende Steinsetzung; zeitgenössische Fenster und Türen. Errichtet 1905/06. | 30869718 |      |
| Bergstraße 10 52° 58′ 5″ N, 11° 9′ 52″ O                            | Wasserturm                                         | Freistehender, kegelförmiger Turm in Backsteinmauerwerk auf oktogonalem verputztem Untergeschoss mit rustizierender Eckquaderung. Allseitig Fenster; Eingang straßenseitig, darüber das Lüchower Stadtwappen - Fenster und Türen weitgehend original erhalten. Errichtet 1909 (i); Wasserbehälter in den 1950er Jahren ergänzt. Planung 1908 von Heinrich Scheven aus Düsseldorf. | 37058950 |      |
| Bergstraße 13 52° 58′ 5″ N, 11° 9′ 49″ O                            | Wohnhaus                                           | Langgestrecktes, zweigeschossiges, traufständiges Fachwerkgebäude unter ziegelgedecktem Satteldach mit östlichem Halbwalm. Linksseitig in der Straßenfassade Durchfahrt, mittig ein Zwerchhaus als ehemaliger Aufzugserker. Errichtet Ende des 18. Jahrhunderts. | 30869927 |      |
| Bergstraße 14 52° 58′ 5″ N, 11° 9′ 48″ O                            | Wohnhaus                                           | Eingeschossiges traufständiges Fachwerkgebäude unter Satteldach. Bauzeitliche Haustür. Errichtet Mitte des 19. Jahrhunderts. | 30869946 |      |
| Bergstraße 15 52° 58′ 5″ N, 11° 9′ 48″ O                            | Wohnhaus                                           | Eingeschossiges traufständiges Fachwerkgebäude unter Satteldach. Bauzeitliche Haustür. Errichtet Mitte des 19. Jahrhunderts. | 30870022 |      |
| Bergstraße 16 52° 58′ 5″ N, 11° 9′ 47″ O                            | Wohnhaus                                           | Zweigeschossiges traufständiges Fachwerkgebäude unter Satteldach. Errichtet Mitte des 19. Jahrhunderts. | 30869851 |      |
| Bergstraße 17 52° 58′ 5″ N, 11° 9′ 47″ O                            | Wohnhaus                                           | Zweigeschossiges traufständiges Fachwerkgebäude unter Satteldach. Fassade überformt. Errichtet Mitte des 19. Jahrhunderts. | 30869832 |      |
| Bergstraße 18 52° 58′ 4″ N, 11° 9′ 46″ O                            | Wohnhaus                                           | Zweigeschossiges traufständiges Fachwerkgebäude unter ziegelgedecktem Satteldach. Gemeinsamer Eingang mit Nr. 19. Errichtet Mitte des 19. Jahrhunderts. | 30869813 |      |
| Bergstraße 19 52° 58′ 4″ N, 11° 9′ 45″ O                            | Wohnhaus                                           | Zweigeschossiges traufständiges Fachwerkgebäude unter ziegelgedecktem Satteldach. Kleines Zwerchhaus. Errichtet Mitte des 19. Jahrhunderts. | 30869889 |      |
| Bergstraße 20 52° 58′ 4″ N, 11° 9′ 45″ O                            | Wohnhaus                                           | Zweigeschossiges traufständiges Fachwerkgebäude unter ziegelgedecktem Satteldach. Kleines Zwerchhaus. Errichtet Mitte des 19. Jahrhunderts. | 30868959 |      |
| Bergstraße 21 52° 58′ 4″ N, 11° 9′ 44″ O                            | Wohnhaus                                           | Zweigeschossiges traufständiges Fachwerkgebäude unter Satteldach. Errichtet Mitte des 19. Jahrhunderts. Das Obergeschoss entstammt einer nachträglichen Aufstockung. | 30869054 |      |
| Bergstraße 22 52° 58′ 4″ N, 11° 9′ 44″ O                            | Wohnhaus                                           | Eingeschossiges traufständiges Fachwerkgebäude unter ziegelgedecktem Satteldach. Rechte Haushälfte jünger (Doppelständer, Drempel). Mittig ein Zwerchhaus. Errichtet Mitte des 19. Jahrhunderts. | 30869035 |      |
| Bergstraße 23 52° 58′ 4″ N, 11° 9′ 43″ O                            | Wohnhaus                                           | Zweigeschossiges traufständiges Fachwerkgebäude unter ziegelgedecktem Satteldach. Mit mittigem Zwerchhaus. Errichtet Mitte des 19. Jahrhunderts. | 30869016 |      |
| Bergstraße 24 52° 58′ 4″ N, 11° 9′ 43″ O                            | Wohnhaus                                           | Zweigeschossiges traufständiges Fachwerkgebäude unter ziegelgedecktem Satteldach mit seitlichen Halbwalmen. Acht Fensterachsen, mittig ein Zwerchhaus. Errichtet Mitte des 19. Jahrhunderts. | 30868997 |      |
| Bergstraße 25 52° 58′ 4″ N, 11° 9′ 42″ O                            | Wohnhaus                                           | Zweigeschossiger, traufständiger Fachwerkbau mit Backsteingefachausfüllungen unter Satteldach in Hohlpfannendeckung; zweiachsiges Zwerchhaus mittig in der straßenseitigen Dachfläche. Errichtet Anfang des 19. Jahrhunderts. | 30868978 |      |
| Bergstraße 26 52° 58′ 4″ N, 11° 9′ 42″ O                            | Wohnhaus                                           | Zweigeschossiger, traufständiger Fachwerkbau mit Backsteingefachausfüllungen unter Satteldach in Hohlpfannendeckung. Errichtet Anfang des 19. Jahrhunderts. | 30868940 |      |
| Bergstraße 27 52° 58′ 4″ N, 11° 9′ 41″ O                            | Wohnhaus                                           | Zweigeschossiger, traufständiger Fachwerkbau mit Backsteingefachausfüllungen unter Satteldach in Hohlpfannendeckung. Errichtet Anfang des 19. Jahrhunderts. | 30868921 |      |
| Bergstraße 29 52° 58′ 4″ N, 11° 9′ 40″ O                            | Wohnhaus                                           | Eingeschossiges traufständiges Fachwerkgebäude unter ziegelgedecktem Satteldach. Außermittiges Zwerchhaus rechts über dem Eingang. Errichtet Mitte des 19. Jahrhunderts. | 37059376 |      |
| Bergstraße 30 52° 58′ 4″ N, 11° 9′ 39″ O                            | Wohnhaus                                           | Zweigeschossiger, traufständiger Bau unter Satteldach in Hohlpfannendeckung; zweiachsiges Zwerchhaus mittig in der straßenseitigen Dachfläche; Erdgeschoss durch Ladeneinbau überformt. Errichtet Anfang des 19. Jahrhunderts. | 30868845 |      |
| Bergstraße 31 52° 58′ 4″ N, 11° 9′ 39″ O                            | Wohnhaus                                           | Zweigeschossiger, traufständiger Fachwerkbau mit Backsteingefachausfüllungen unter Satteldach in Hohlpfannendeckung; einachsiges Zwerchhaus mittig in der straßenseitigen Dachfläche. Errichtet Anfang des 19. Jahrhunderts. | 30868826 |      |
| Bergstraße 32 52° 58′ 4″ N, 11° 9′ 38″ O                            | Wohnhaus                                           | Zweigeschossiger, traufständiger Fachwerkbau mit Backsteingefachausfüllungen unter Satteldach in Hohlpfannendeckung. Errichtet Anfang des 19. Jahrhunderts. | 30868902 |      |
| Bergstraße 36, 37 52° 58′ 3″ N, 11° 9′ 38″ O                        | Wohn- und Geschäftshaus                            | Zweigeschossiger traufständiger Backsteinbau mit Putzgliederungen in Formen der Neorenaissance unter ziegelgedecktem Satteldach. Erdgeschoss in große rundbogige Schaufenster aufgelöst. Linker Gebäudeteil mit Ziergiebel, symmetrisch aufgebaut. Errichtet 1907 (i). Rechter Gebäudeteil mit Erker jünger. | 30868785 |      |
| Bergstraße 38 52° 58′ 3″ N, 11° 9′ 39″ O                            | Wohnhaus                                           | Zweigeschossiger, traufständiger Fachwerkbau mit Backsteingefachausfüllungen unter Satteldach in Hohlpfannendeckung. Errichtet Anfang des 19. Jahrhunderts. | 30864964 |      |
| Bergstraße 39 52° 58′ 3″ N, 11° 9′ 39″ O                            | Wohnhaus                                           | Zweigeschossiger, traufständiger Fachwerkbau mit Backsteingefachausfüllungen unter Satteldach; verkleideter Steinsockel. Dreiachsiges, aufwändiges Zwerchhaus mittig in der straßenseitigen Dachfläche, mit Dreiecksgiebel. Erdgeschoss durch Ladeneinbau überformt. Errichtet Anfang des 19. Jahrhunderts. | 30867372 |      |
| Bergstraße 40 52° 58′ 3″ N, 11° 9′ 40″ O                            | Wohnhaus                                           | Zweigeschossiges traufständiges Fachwerkgebäude unter Satteldach. Erdgeschoss stark verändert, breite Gaube. Errichtet Mitte des 19. Jahrhunderts. | 30866757 |      |
| Bergstraße 41 52° 58′ 3″ N, 11° 9′ 40″ O                            | Wohnhaus                                           | Zweigeschossiges traufständiges Fachwerkgebäude unter ziegelgedecktem Satteldach. Erdgeschoss stark verändert. Errichtet Mitte des 19. Jahrhunderts. | 30868764 |      |
| Bergstraße 42 52° 58′ 3″ N, 11° 9′ 41″ O                            | Wohnhaus                                           | Zweigeschossiges traufständiges Fachwerkgebäude unter ziegelgedecktem Satteldach. Erdgeschoss stark verändert. Errichtet Mitte des 19. Jahrhunderts. | 30868744 |      |
| Bergstraße 43 52° 58′ 3″ N, 11° 9′ 41″ O                            | Wohnhaus                                           | Zweigeschossiges traufständiges Fachwerkgebäude unter ziegelgedecktem Satteldach. Mittiges Zwerchhaus. Erdgeschoss stark verändert. Errichtet Mitte des 19. Jahrhunderts. | 30868724 |      |
| Bergstraße 44 52° 58′ 3″ N, 11° 9′ 42″ O                            | Wohn-/Geschäftshaus                                | Zweigeschossiges traufständiges Fachwerkgebäude unter ziegelgedecktem Satteldach. Mittiges Zwerchhaus. Erdgeschoss stark verändert. Errichtet im 19. Jahrhundert. | 30868685 |      |
| Bergstraße 46 52° 58′ 4″ N, 11° 9′ 44″ O                            | Wohnhaus                                           | Eingeschossiges traufständiges Fachwerkgebäude unter ziegelgedecktem Satteldach. Mittiges Zwerchhaus, seitliches Tor. Errichtet Mitte des 19. Jahrhunderts. | 30868645 |      |
| Bergstraße 47 52° 58′ 4″ N, 11° 9′ 45″ O                            | Wohnhaus                                           | Eingeschossiges traufständiges Fachwerkgebäude unter ziegelgedecktem Satteldach. Seitliches Tor, außermittiges großes Zwerchhaus. Errichtet Ende des 19. Jahrhunderts. | 30868705 |      |
| Bergstraße 48 52° 58′ 4″ N, 11° 9′ 45″ O                            | Wohnhaus                                           | Eingeschossiges traufständiges Fachwerkgebäude unter ziegelgedecktem Satteldach. Mittiges Zwerchhaus. Errichtet Mitte des 19. Jahrhunderts. | 30868626 |      |
| Bergstraße 49 52° 58′ 4″ N, 11° 9′ 46″ O                            | Wohnhaus                                           | Zweigeschossiges traufständiges Fachwerkgebäude unter ziegelgedecktem Satteldach. Mittiges Zwerchhaus. Errichtet Mitte des 19. Jahrhunderts. | 30868588 |      |
| Bergstraße 50 52° 58′ 4″ N, 11° 9′ 46″ O                            | Wohnhaus                                           | Eingeschossiges traufständiges Fachwerkgebäude unter ziegelgedecktem Satteldach. Mittiges Zwerchhaus. Errichtet Mitte des 19. Jahrhunderts. | 30868569 |      |
| Bergstraße 53 52° 58′ 4″ N, 11° 9′ 48″ O                            | Wohnhaus                                           | Zweigeschossiges traufständiges Fachwerkgebäude unter ziegelgedecktem Satteldach. Erdgeschoss stark verändert. Errichtet Mitte des 19. Jahrhunderts. | 30868493 |      |
| Bergstraße 54 52° 58′ 4″ N, 11° 9′ 49″ O                            | Wohnhaus                                           | Eingeschossiger, traufständiger Fachwerkbau mit Backsteingefachausfüllungen unter Satteldach in Falzziegeldeckung; einachsiges Zwerchhaus ausmittig in der straßenseitigen Dachfläche. Errichtet 1768 (i). | 30868512 |      |
| Bergstraße 55 52° 58′ 4″ N, 11° 9′ 49″ O                            | Wohnhaus                                           | Eingeschossiger giebelständiger Putzbau unter ziegelgedecktem Satteldach. Errichtet Ende des 19. Jahrhunderts. | 30868436 |      |
| Bergstraße 56 52° 58′ 4″ N, 11° 9′ 50″ O                            | Wohnhaus                                           | Eingeschossiger giebelständiger Putzbau unter ziegelgedecktem Satteldach. Errichtet Ende des 19. Jahrhunderts. | 30868417 |      |
| Bergstraße 57 52° 58′ 4″ N, 11° 9′ 50″ O                            | Wohnhaus                                           | Zweigeschossiges traufständiges Fachwerkgebäude unter ziegelgedecktem Satteldach. Errichtet Mitte des 19. Jahrhunderts. | 30868398 |      |
| Berliner Straße / Plater Weg 52° 58′ 8″ N, 11° 8′ 53″ O             | Denkmal                                            | Kleiner Obelisk an der Berliner Straße, Einmündung Plater Weg. Errichtet 1860 zu Ehren des Begründers des Landwirtschaftlichen Vereins Lüchow. An der Hauptseite des Obelisks ein Medaillon, an den Seiten je ein Relief mit Ährenbündel vor gekreuzter Sense und Rechen; am Sockel Inschrift: "Dem Gründer des am 4. Februar 1854 gestifteten Landwirthschaftlichen Local-Vereins zu Lüchow dem Dr. med. J.J.Meyer gewidmet von den Vereins-Mitgliedern." | 30873113 |      |
| Berthold-Roggan-Ring 52° 58′ 9″ N, 11° 10′ 22″ O                    | Kapelle                                            | Kleiner Saalbau in Backsteinmauerwerk; polygonaler Chor; Satteldach in Falzziegeldeckung; Dachreiter über dem Westgiebel. Errichtet Ende des 19. Jahrhunderts. | 30864235 |      |
| Berthold-Roggan-Ring 52° 58′ 9″ N, 11° 10′ 19″ O                    | Eingangstor                                        | Verputzte Torpfeiler mit zweiflügeligem Haupt- und einflügeligem Fußgängertor. Gitter datiert 1892. | 37059800 |      |
| Bleicherstraße 1 52° 58′ 1″ N, 11° 9′ 13″ O                         | Wohnhaus                                           | Zweigeschossiges Fachwerkgebäude in Ecklage unter ziegelgedecktem Satteldach. Traufständig zur Bleicherstraße, giebelständig zur Wallstraße. Errichtet Ende des 19. Jahrhunderts. | 30864772 |      |
| Bleicherstraße 2 52° 58′ 1″ N, 11° 9′ 13″ O                         | Wohnhaus                                           | Zweigeschossiges traufständiges Fachwerkgebäude unter ziegelgedecktem Satteldach. Errichtet Mitte des 19. Jahrhunderts. | 30864753 |      |
| Bleicherstraße 3 52° 58′ 1″ N, 11° 9′ 13″ O                         | Wohnhaus                                           | Eingeschossiges traufständiges Fachwerkgebäude unter ziegelgedecktem Satteldach. Mittiges dreiachsiges Zwerchhaus. Errichtet Mitte des 19. Jahrhunderts. | 30864734 |      |
| Bleicherstraße 6 52° 58′ 2″ N, 11° 9′ 13″ O                         | Wohnhaus                                           | Zweigeschossiges traufständiges Fachwerkgebäude (aufgestockt) unter Satteldach. Errichtet Mitte des 19. Jahrhunderts. | 30864945 |      |
| Burgstraße 1 52° 58′ 1″ N, 11° 9′ 21″ O                             | Wohnhaus                                           | Zweigeschossiger, traufständiger Fachwerkbau mit Backsteinausfachungen unter Satteldach in Hohlpfannendeckung. Errichtet Anfang des 19. Jahrhunderts. | 30868187 |      |
| Burgstraße 2 52° 58′ 0″ N, 11° 9′ 20″ O                             | Hotel                                              | Großer, zweigeschossiger Fachwerkbau in Ecklage, Gefachausfüllungen in Backstein, Satteldächer in Hohlpfannendeckung. Winkelförmiger Grundriss. Massiver, verputzter Sockel. Hauseingang ausmittig in der Burgstraße, daneben Durchfahrt zum Hof. Errichtet Anfang des 19. Jahrhunderts. | 30868166 |      |
| Burgstraße 4 52° 58′ 0″ N, 11° 9′ 21″ O                             | Wohn- und Geschäftshaus                            | Großer, zweigeschossiger, traufständiger Fachwerkbau mit Backsteingefach - ausfüllungen unter Walm- und Satteldach in Hohlpfannendeckung. Straßenseitig mittige, zweiflügelige, originale Hauseingangstür. Errichtet Anfang des 19. Jahrhunderts. | 30868145 |      |
| Burgstraße 5 52° 58′ 1″ N, 11° 9′ 22″ O                             | Wohn- und Geschäftshaus                            | Zweigeschossiger, traufständiger Fachwerkbau mit Backsteingefach - ausfüllungen unter Satteldach in Hohlpfannendeckung. Errichtet Anfang des 19. Jahrhunderts. | 30868126 |      |
| Burgstraße 6/7 52° 58′ 1″ N, 11° 9′ 22″ O                           | Wohn- und Geschäftshaus                            | Zweigeschossiges, traufständiges Doppelhaus in Fachwerk mit Backsteingefachausfüllungen; Satteldach in Hohlpfannendeckung. In jüngerer Zeit um mittiges Zwerchhaus ergänzt, Erdgeschoss zurückgebaut. Errichtet Anfang des 19. Jahrhunderts. | 30868107 |      |
| Burgstraße 8 52° 58′ 1″ N, 11° 9′ 22″ O                             | Wohnhaus                                           | Zweigeschossiger, traufständiger Fachwerk - bau mit Backsteingefachausfüllungen unter Satteldach in Falzziegeldeckung; Zwerchhaus flankiert von zwei jüngeren Gauben mittig in der straßenseitigen Dachfläche; Erdgeschoss überformt durch Ladeneinbau. Errichtet Anfang des 19. Jahrhunderts. | 30868069 |      |
| Burgstraße 9 52° 58′ 2″ N, 11° 9′ 22″ O                             | Wohn-/Geschäftshaus                                | Zweigeschossiger, traufständiger, langgestreckter Fachwerkbau mit Backsteingefach - ausfüllungen unter Satteldach in Hohlpfannendeckung; Zwerchhaus ausmittig in der straßenseitigen Dachfläche. Großer Umbau 1929. | 37060201 |      |
| Burgstraße 9a 52° 58′ 2″ N, 11° 9′ 22″ O                            | Wohnhaus                                           | Dreigeschossiges giebelständiges Fachwerkgebäude, weite Auskragung nach Süden. Errichtet Anfang des 19. Jahrhunderts. | 30868048 |      |
| Dannenberger Straße / Hindenburgstraße 6 52° 58′ 0″ N, 11° 8′ 53″ O | Sankt-Agnes-Kirche                                 | Saalbau in Backsteinmauerwerk, unter Satteldach in Hohlpfannendeckung mit einem eingezogenen westlichen Chor unter Walmdach und einem asymmetrisch zur Fassade stehenden quadratischen Ostturm unter einem Zeltdach an der Ecke von Dannenberger- und Hindenburgstraße. 1912 wurde der Kirchbauplatz erworben, am 14. August 1913 erfolgte die Grundsteinlegung der St.-Agnes-Kirche, und am 22. März 1914 folgte ihre Benediktion. Die St.-Agnes-Kirche war die erste nachreformatorische katholische Kirche im Hannoverschen Wendland. | 30868027 |      |
| Dannenberger Straße 27 52° 58′ 0″ N, 11° 8′ 56″ O                   | Wohnhaus                                           | Großer, zweigeschossiger Putzbau unter Mansardwalmdach mit markantem Eckturm und mit Erker, Balkonen und geschweiftem Giebel. Sockelbereich sowie Zwischengesims in sichtbar belassenem Backstein. Errichtet 1914 (i). | 30867949 |      |
| Dr.-Lindemann-Straße 14 52° 58′ 4″ N, 11° 9′ 16″ O                  | Hintergebäude                                      | Einfaches zweigeschossiges Fachwerkgebäude, traufständig zur Dr.-Lindemann-Straße, Satteldach in Ziegeldeckung. Errichtet im 19. Jahrhundert als Hinterhaus des Gebäudes Lange Straße 28. | 40215908 |      |
| Dr.-Lindemann-Straße 19 52° 58′ 5″ N, 11° 9′ 17″ O                  | Wohnhaus                                           | Zweigeschossiges Fachwerkgebäude mit Backsteingefachausfüllungen in Ecklage unter hohlpfannengedecktem, zur Rosenstraße hin abgewalmtem Satteldach. Fassade zur Dr.-Lindemann-Straße verkleidet. Errichtet nach dem Brand von 1811. | 30867873 |      |
| Drawehner Straße 1 / 2 52° 58′ 3″ N, 11° 9′ 7″ O                    | Wohnhaus                                           | Zweigeschossiger Fachwerkbau mit Backsteingefachausfüllungen in Ecklage zur Schützenstraße; einseitig abgewalmtes Satteldach in Hohlpfannendeckung. Doppelhaus mit den zwei Nummern Drawehner Straße 1 und 2. Errichtet nach dem Brand von 1811. | 30867797 |      |
| Drawehner Straße 3 52° 58′ 3″ N, 11° 9′ 6″ O                        | Wohnhaus                                           | Zweigeschossiger, traufständiger Fachwerkbau mit Backsteingefachausfüllungen unter Satteldach in Hohlpfannendeckung. Errichtet nach dem Brand von 1811. | 30867759 |      |
| Drawehner Straße 5 52° 58′ 3″ N, 11° 9′ 5″ O                        | Wohnhaus                                           | Zweigeschossiger, traufständiger Fachwerkbau mit Backsteingefachausfüllungen unter Satteldach in Hohlpfannendeckung. Errichtet nach dem Brand von 1811. | 30867721 |      |
| Drawehner Straße 12 52° 58′ 1″ N, 11° 9′ 2″ O                       | Wohnhaus                                           | Zweigeschossiges traufständiges Fachwerkgebäude unter ziegelgedecktem Satteldach. Errichtet Mitte des 19. Jahrhunderts. | 30867353 |      |
| Drawehner Straße 17 / 18 52° 57′ 59″ N, 11° 9′ 1″ O                 | Wohnhaus                                           | Zweigeschossiges traufständiges Fachwerkgebäude unter ziegelgedecktem Satteldach. Zwei Zwerchhäuser. Erdgeschoss stark überformt, Giebel verkleidet. Errichtet Mitte bis Ende des 19. Jahrhunderts. | 30867182 |      |
| Drawehner Straße 19 52° 57′ 58″ N, 11° 9′ 0″ O                      | Wohnhaus                                           | Eingeschossiger, giebelständiger Fachwerkbau mit Backsteingefachausfüllungen auf hohem massivem Sockel; Halbwalmdach in Hohlpfannendeckung; zweiachsiges Zwerchhaus flankiert von vier kleinen Dachhäuschen mittig in der nördlichen Dachfläche. Errichtet nach dem Brand 1811. | 30867144 |      |
| Drawehner Straße 20 / 20a 52° 57′ 57″ N, 11° 8′ 59″ O               | Wohnhaus                                           | Zweigeschossiges traufständiges Fachwerkgebäude unter ziegelgedecktem Satteldach. Große Toreinfahrt, Aufzugserker. Errichtet Ende des 18. Jahrhunderts vor dem Stadtbrand. | 30866601 |      |
| Drawehner Straße 21 52° 57′ 57″ N, 11° 8′ 59″ O                     | Wohnhaus                                           | Zweigeschossiger, traufständiger Fachwerkbau unter Satteldach. Errichtet im 18. Jahrhundert. | 30867104 |      |
| Drawehner Straße 22 52° 57′ 56″ N, 11° 8′ 59″ O                     | Wohnhaus                                           | Zweigeschossiger, traufständiger Fachwerkbau unter Satteldach. Errichtet im 18. Jahrhundert. | 30867083 |      |
| Drawehner Straße 23 52° 57′ 56″ N, 11° 8′ 59″ O                     | Wohnhaus                                           | Zweigeschossiger, traufständiger Fachwerkbau unter Satteldach in Hohlpfannendeckung. Errichtet im 18. Jahrhundert. | 30867062 |      |
| Drawehner Straße 34 52° 57′ 57″ N, 11° 9′ 1″ O                      | Wohnhaus                                           | Zweigeschossiger, traufständiger Fachwerkbau unter Satteldach in Falzziegeldeckung. Errichtet Mitte des 19. Jahrhunderts. | 30867043 |      |
| Drawehner Straße 35 52° 57′ 58″ N, 11° 9′ 1″ O                      | Wohnhaus                                           | Zweigeschossiger, traufständiger Bau unter Satteldach in Falzziegeldeckung; Erdgeschoss massiv; Obergeschoss in Fachwerk. Errichtet Mitte des 19. Jahrhunderts. | 30867024 |      |
| Drawehner Straße 36 52° 57′ 58″ N, 11° 9′ 1″ O                      | Wohnhaus                                           | Zweigeschossiger, traufständiger Putzbau unter Satteldach in Falzziegeldeckung. Errichtet Ende des 19. Jahrhunderts. | 30867005 |      |
| Drawehner Straße 37 52° 57′ 58″ N, 11° 9′ 1″ O                      | Wohn-/Geschäftshaus                                | Zweigeschossiges traufständiges Fachwerkgebäude unter ziegelgedecktem Satteldach. Nachträglicher Ladeneinbau im Erdgeschoss. Errichtet Ende des 18. Jahrhunderts. | 37060217 |      |
| Drawehner Straße 38 52° 57′ 58″ N, 11° 9′ 2″ O                      | Wohnhaus                                           | Gestreckter, zweigeschossiger, traufständiger Gefügebau unter Satteldach in Hohlpfannendeckung; vier nachträgliche Schleppgauben; Erdgeschoss durch Ladeneinbauten überformt. Errichtet Mitte des 19. Jahrhunderts. | 30866986 |      |
| Drawehner Straße 39 52° 57′ 59″ N, 11° 9′ 2″ O                      | Wohnhaus/Gaststätte                                | Zweigeschossiges Fachwerkgebäude in Ecklage, mit Drempel, unter flachgeneigtem Satteldach. Errichtet Mitte des 19. Jahrhunderts; jüngerer Dachausbau. | 30866967 |      |
| Drawehner Straße 40 52° 58′ 0″ N, 11° 9′ 2″ O                       | Wohnhaus                                           | Zweigeschossiger Backsteinbau (unverputztes Sichtmauerwerk) in Ecklage unter ziegelgedecktem Halbwalmdach. Außermittiges Zwerchhaus. Errichtet um 1900. | 30866948 |      |
| Drawehner Straße 44 52° 58′ 1″ N, 11° 9′ 4″ O                       | Wohnhaus                                           | Zweigeschossiges traufständiges Fachwerkgebäude unter ziegelgedecktem Satteldach. Backsteingefachausfüllungen. Ladeneinbauten im Erdgeschoss. Errichtet Mitte des 19. Jahrhunderts. | 30866872 |      |
| Drawehner Straße 45 52° 58′ 1″ N, 11° 9′ 4″ O                       | Wohnhaus                                           | Zweigeschossiger, traufständiger Fachwerkbau unter einseitig abgewalmtem Satteldach in Hohlpfannendeckung. Errichtet Anfang des 19. Jahrhunderts. | 30866853 |      |
| Drawehner Straße 46 52° 58′ 2″ N, 11° 9′ 5″ O                       | Wohnhaus                                           | Zweigeschossiger, traufständiger Fachwerkbau unter Satteldach in Hohlpfannendeckung. Errichtet nach dem Stadtbrand von 1811. | 30866834 |      |
| Drawehner Straße 47 52° 58′ 2″ N, 11° 9′ 5″ O                       | Wohnhaus                                           | Zweigeschossiger, traufständiger Fachwerkbau unter Satteldach in Hohlpfannendeckung; Erdgeschoss durch Ladeneinbau überformt. Errichtet nach dem Stadtbrand 1811. | 30866815 |      |
| Drawehner Straße 50 52° 58′ 2″ N, 11° 9′ 7″ O                       | Wohnhaus                                           | Zweigeschossiger, traufständiger Fachwerkbau mit symmetrischer Fassade; Satteldach in Hohlpfannendeckung. Errichtet nach dem Stadtbrand 1811. | 30866738 |      |
| Drawehner Straße 51 52° 58′ 3″ N, 11° 9′ 7″ O                       | Wohnhaus                                           | Zweigeschossiger, traufständiger Fachwerkbau unter Satteldach in Ziegeldeckung; Erdgeschoss durch Ladeneinbau überformt. Errichtet Anfang des 20. Jahrhunderts. | 30866719 |      |
| Glockenberg 10 52° 57′ 58″ N, 11° 9′ 56″ O                          | Mehrfamilienwohnhaus                               | Zweigeschossiger, freistehender Massivbau im spitzen Winkel einer Straßeneinmündung; Fassadengliederung durch Wechsel von Sichtbacksteinmauerwerk und Putzflächen; Walm- und Halbwalmdach in Hohlpfannendeckung. Errichtet 1907 (i); Architekt: H. Stieger (Maurermeister), Bauherr: Sparkassenbeamter Carl Trommler. | 30866679 |      |
| Glockenberg 14 52° 57′ 57″ N, 11° 9′ 59″ O                          | Bahnhofsgebäude                                    | Zweigeschossiger Massivbau in Backsteinsichtmauerwerk mit unterschiedlich breiten Eckrisaliten unter flach geneigten Satteldächern. Errichtet um 1891. Südlich angebautes eingeschossiges Lagergebäude unter flachgeneigtem Satteldach. | 37173911 |      |
| Johannisstr. 1 52° 57′ 58″ N, 11° 9′ 23″ O                          | Wohnhaus                                           | Zweigeschossiger, traufständiger Fachwerkbau unter Satteldach in Hohlpfannendeckung. Errichtet Anfang des 19. Jahrhunderts, wohl nach dem Stadtbrand von 1811. 1909 Anbau einer rückwärtigen Schmiedewerkstatt mit der heutigen Adresse Kalandstraße 3a. | 30866639 |      |
| Johannisstr. 2 52° 57′ 58″ N, 11° 9′ 23″ O                          | Wohnhaus                                           | Zweigeschossiger, traufständiger Fachwerkbau unter Satteldach in Hohlpfannendeckung; einachsiges Zwerchhaus ausmittig links; seit 1926 zusammen mit Haus Nr. 3 optisch ein Doppelhaus bildend. Errichtet nach dem Brand von 1811. | 30866620 |      |
| Johannisstr. 3 52° 57′ 58″ N, 11° 9′ 23″ O                          | Wohnhaus                                           | Zweigeschossiger, traufständiger Fachwerkbau unter Satteldach in Hohlpfannendeckung; 1926 durch Architekt Kurt Kofahl spiegelverkehrt zum nördlichen Teil des Hauses Nr. 2 errichtet - zusammen mit diesem daher optisch ein Doppelhaus bildend. Im Kern vermutlich bereits errichtet nach dem Stadtbrand 1811. | 41947650 |      |
| Johannisstr. 4 52° 57′ 57″ N, 11° 9′ 23″ O                          | Wohnhaus                                           | Zweigeschossiger, traufständiger Fachwerkbau mit Backsteingefachausfüllungen auf massivem Sockel und unter Satteldach in Hohlpfannendeckung. 1814 als Schul- und Küsterhaus erbaut, Architekt: Schertel. Südlicher eingeschossiger Fachwerk-Anbau unter Pultdach jünger. | 30866544 |      |
| Johannisstr. 5 52° 57′ 57″ N, 11° 9′ 23″ O                          | Wohnhaus                                           | Zweigeschossiger, traufständiger Fachwerkbau mit Backsteinausfachungen, auf massivem Sockel und unter Halbwalmdach in Hohlpfannendeckung. Symmetrische fünfachsiger Fassade, gekuppelte Stiele zwischen den Fensterachsen. Errichtet nach dem Stadtbrand von 1811. | 30866525 |      |
| Johannisstr. 6 52° 57′ 56″ N, 11° 9′ 23″ O                          | Wohnhaus                                           | Zweigeschossiger, giebelständiger, unverputzter Backsteinbau unter Halbwalmdach in Hohlpfannendeckung. Symmetrischer Fassadenaufbau. Übergiebelter Eingangsrisalit in der Mitte der Südfassade. Errichtet Mitte des 19. Jahrhunderts. | 30866506 |      |
| Johannisstr. 15 52° 57′ 56″ N, 11° 9′ 25″ O                         | Schule                                             | Zweigeschossiger Backsteinbau unter Satteldach. Aufwendige Fassadengestaltung durch zweifarbige Backsteine: roter Backsteinbau mit horizontaler Streifung und Giebelornamenten in gelbem Backstein. Errichtet als Schule 1887. | 30866468 |      |
| Junkerstraße 2 / 2a 52° 58′ 0″ N, 11° 9′ 16″ O                      | Wohnhaus                                           | Dreigeschossiger, traufständiger Fachwerkbau unter Halbwalmdach in Hohlpfannendeckung. Linksseitig überformte Hofdurchfahrt, darüber im Dachgeschoss ein Zwerchhaus als ehemaliger Aufzugserker. Errichtet Anfang des 19. Jahrhunderts; Umbauten (Erweiterung eines Geschäftes) 1922 durch Architekt Waldemar Haack, Bauherrin: Frau Senator Wentz. | 30866449 |      |
| Junkerstraße 3 52° 58′ 0″ N, 11° 9′ 16″ O                           | Wohnhaus                                           | Zweigeschossiger, traufständiger, verputzter Massivbau aus Backsteinen unter Satteldach; quaderimitierender Fugenschnitt im Erdgeschoss; Fensterrahmungen- und Verdachungen im Obergeschoss; Mäanderband als Traufgesims. Errichtet Mitte des 19. Jahrhunderts. | 30866430 |      |
| Junkerstraße 5 52° 58′ 0″ N, 11° 9′ 17″ O                           | Wohnhaus                                           | Zweigeschossiges traufständiges Fachwerkgebäude mit Backsteingefachausfüllungen unter ziegelgedecktem Satteldach. Errichtet Mitte des 19. Jahrhunderts. | 37062336 |      |
| Junkerstraße 6 52° 58′ 0″ N, 11° 9′ 17″ O                           | Wohnhaus                                           | Zweigeschossiger, traufständiger Gefügebau mit symmetrischer Fassade; unter ziegelgedecktem Satteldach. Errichtet Anfang des 19. Jahrhunderts. | 30866392 |      |
| Junkerstraße 7 52° 58′ 0″ N, 11° 9′ 18″ O                           | Wohnhaus                                           | Zweigeschossiger, traufständiger Gefügebau unter Halbwalmdach in Hohlpfannendeckung; einachsiges Zwerchhaus mittig in der straßenseitigen nördlichen Dachfläche. Errichtet nach dem Stadtbrand von 1811 | 30866354 |      |
| Kalandstraße 52° 57′ 58″ N, 11° 9′ 25″ O                            | Glockenturm der Sankt-Johannis-Kirche              | Turm der ehemaligen Stadtbefestigung in unverputztem Backsteinmauerwerk über quadratischem Grundriss. Gedrungener quadratischer Turm unter geschweiftem vierseitigen Pyramidendach. Allseitig spitzbogige Schallöffnungen mit Laibungen in Backstein-Formsteinen. Dreieckfries in vorkragender Zeiegelsteinsetzung unter auskragendem Dach. Errichtet im 14. Jahrhundert. Auch als Glockenturm der St. Johanniskirche genutzt. Neueres Zeltdach in Kupferblechdeckung von 1817. Steht etwa 100 m von der Kirche entfernt | 30866295 |      |
| Kalandstraße 1 52° 57′ 59″ N, 11° 9′ 23″ O                          | Wohnhaus                                           | Dreigeschossiger Backsteinbau mit Sichtmauerwerk unter ungleichhüftigem Satteldach; geschossübergreifende Pilastergliederung. Errichtet 1891 (i). | 30866276 |      |
| Kalandstraße 3 52° 57′ 58″ N, 11° 9′ 22″ O                          | Wohnhaus                                           | Zweigeschossiger, traufständiger Fachwerkbau in Ecklage; Satteldach in Falzziegeldeckung; zweiachsiges Zwerchhaus mittig in der straßenseitigen Dachfläche. Errichtet Anfang des 19. Jahrhunderts. | 30866255 |      |
| Kalandstraße 4 52° 57′ 58″ N, 11° 9′ 24″ O                          | Wohnhaus                                           | Zweigeschossiger, traufständiger Fachwerkbau unter Satteldach in Ziegeldeckung; symmetrische Straßenfassade. Errichtet Anfang des 19. Jahrhunderts. | 30866234 |      |
| Kalandstraße 5 52° 57′ 58″ N, 11° 9′ 25″ O                          | Wohnhaus                                           | Zweigeschossiger, traufständiger Fachwerkbau unter Satteldach in Hohlpfannendeckung; symmetrische Straßenfassade; zweiachsiges Zwerchhaus mittig in der straßenseitigen Dachfläche. Errichtet Anfang des 19. Jahrhunderts. Links 1906 angesetzter Zwischenbau zum Glockenturm (Architekt: H. Stieger, Maurermeister). | 30866213 |      |
| Kirchstraße 1 52° 58′ 2″ N, 11° 9′ 25″ O                            | Wohnhaus                                           | Zweigeschossiger, traufständiger Fachwerkbau unter Satteldach in Falzziegeldeckung. Errichtet nach dem Brand von 1811. | 30866194 |      |
| Kirchstraße 2 52° 58′ 2″ N, 11° 9′ 25″ O                            | Wohnhaus                                           | Zweigeschossiger, traufständiger Fachwerkbau unter Satteldach in Hohlpfannendeckung; Zwerchhaus mit Ladeluke mittig in der straßenseitigen Dachfläche; Erdgeschoss durch Ladeneinbau überformt. Errichtet nach dem Brand von 1811. | 30866175 |      |
| Kirchstraße 3 52° 58′ 1″ N, 11° 9′ 25″ O                            | Wohnhaus                                           | Zweigeschossiger, traufständiger Fachwerkbau unter Satteldach in Hohlpfannendeckung; Zwerchhaus mit Ladeluke mittig in der straßenseitigen Dachfläche; Erdgeschoss durch Ladeneinbau überformt. Errichtet nach dem Brand von 1811. | 30866156 |      |
| Kirchstraße 4 52° 58′ 1″ N, 11° 9′ 25″ O                            | Wohnhaus                                           | Zweigeschossiger, traufständiger Fachwerkbau unter Satteldach in Hohlpfannendeckung; Zwerchhaus mit Ladeluke mittig in der straßenseitigen Dachfläche; Erdgeschoss durch Ladeneinbau überformt. Errichtet nach dem Brand von 1811. | 30866137 |      |
| Kirchstraße 5 52° 58′ 1″ N, 11° 9′ 25″ O                            | Wohnhaus                                           | Dreigeschossiges traufständiges Fachwerkgebäude unter Satteldach. Ladeneinbau im Erdgeschoss. Errichtet Ende des 19. Jahrhunderts. | 37174710 |      |
| Kirchstraße 6 52° 58′ 0″ N, 11° 9′ 25″ O                            | Wohnhaus                                           | Zweigeschossiger traufständiger Fachwerkbau mit Backsteingefachausfüllungen unter Satteldach in Schieferdeckung; mit Drempelgeschoss und mittigem Zwerchhaus in der straßenseitigen Dachfläche. Symmetrische Fassade mit mittigem, säulengerahmtem Hauseingang. Darüber liegt ein Austritt mit schmiedeeiserner Balkonbrüstung. Errichtet Ende des 19. Jahrhunderts, Fassadenumbau 1927 unter Architekt Hermann Schulz, Bauherr: Adolf Hennigs (Auktionator). | 30866116 |      |
| Kirchstraße 7 52° 58′ 0″ N, 11° 9′ 25″ O                            | Wohnhaus                                           | Traufständiger Fachwerkbau mit Backsteingefachausfüllungen, mit zwei Geschossen und einem Drempelgeschoss; Satteldach in Schieferdeckung; symmetrische Straßenfassade. Errichtet Mitte des 19. Jahrhunderts. | 30866097 |      |
| Kirchstraße 8 52° 58′ 0″ N, 11° 9′ 25″ O                            | Wohnhaus                                           | Zweigeschossiges traufständiges Fachwerkgebäude unter ziegelgedecktem Satteldach. Errichtet Mitte des 19. Jahrhunderts. | 37174726 |      |
| Kirchstraße 9 52° 57′ 59″ N, 11° 9′ 25″ O                           | Wohnhaus                                           | Zweigeschossiges traufständiges Fachwerkgebäude unter ziegelgedecktem Satteldach mit Zwerchhaus. Errichtet Mitte des 19. Jahrhunderts. | 37174742 |      |
| Kirchstraße 10 52° 57′ 59″ N, 11° 9′ 25″ O                          | Wohnhaus                                           | Großer, zweigeschossiger, traufständiger Fachwerkbau mit Backsteingefach - ausfüllungen auf massivem Sockel und unter Halbwalmdach in Hohlpfannendeckung; symmetrische Straßenfassade mit mittigem Hauseingang; dreiachsiges Zwerchhaus mittig in der straßenseitigen östlichen Dachfläche. Errichtet nach dem Brand von 1811. | 30867681 |      |
| Kirchstraße 10a 52° 57′ 59″ N, 11° 9′ 24″ O                         | Nebengebäude                                       | Nebengebäude zum Haus Kirchstraße 10. Es handelt sich um ein längliches, zur Kalandstraße traufständiges, zweigeschossiges Fachwerkgebäude unter Satteldach in Ziegeldeckung. Backsteingefachausfüllungen, zwei große Tore zur Kalandstraße, dabei das östliche älter. Errichtet im 19. Jahrhundert nach dem Brand von 1811. | 37234025 |      |
| Kirchstraße 11 52° 57′ 59″ N, 11° 9′ 26″ O                          | Wohnhaus                                           | Zweigeschossiges traufständiges Fachwerkgebäude unter ziegelgedecktem Satteldach. Mittiges Zwerchhaus. Erdgeschoss massiv ersetzt. Errichtet Mitte des 19. Jahrhunderts. | 30867662 |      |
| Kirchstraße 12 52° 57′ 59″ N, 11° 9′ 26″ O                          | Wohnhaus                                           | Zweigeschossiger, traufständiger Fachwerkbau unter Satteldach in Hohlpfannendeckung; Erdgeschoss durch Ladeneinbau stark überformt. Errichtet Anfang des 19. Jahrhunderts. | 30828019 |      |
| Kirchstraße 13 52° 57′ 59″ N, 11° 9′ 26″ O                          | Wohnhaus                                           | Zweigeschossiger, traufständiger Fachwerkbau unter Satteldach in Hohlpfannendeckung; symmetrische Straßenfassade mit mittigem Hauseingang; einachsiges Zwerchhaus flankiert von zwei Gauben mittig in der straßenseitigen Dachfläche. Errichtet Anfang des 19. Jahrhunderts. Ladeneinbau von 1907. | 30867624 |      |
| Kirchstraße 14 52° 58′ 0″ N, 11° 9′ 26″ O                           | Wohnhaus                                           | Großes, dreigeschossiges traufständiges Fachwerkgebäude unter ziegelgedecktem Satteldach. Mittiges Zwerchhaus mit Ladeluke. Errichtet Mitte des 19. Jahrhunderts. | 37174772 |      |
| Kirchstraße 15 52° 58′ 0″ N, 11° 9′ 26″ O                           | Wohnhaus                                           | Großer, dreigeschossiger, traufständiger Fachwerkbau unter Satteldach in Hohlpfannendeckung; symmetrische Straßenfassade mit mittigem Hauseingang; einachsiges Zwerchhaus mittig in der straßenseitigen Dachfläche. Errichtet Anfang des 19. Jahrhunderts. | 30867605 |      |
| Kirchstraße 16 52° 58′ 1″ N, 11° 9′ 26″ O                           | Wohnhaus                                           | Dreigeschossiges traufständiges Fachwerkgebäude unter ziegelgedecktem Satteldach. Einheitliche Doppelständerkonstruktion. Errichtet Mitte des 19. Jahrhunderts. | 30867586 |      |
| Kirchstraße 17 52° 58′ 1″ N, 11° 9′ 26″ O                           | Wohn-/Geschäftshaus                                | Zweigeschossiges traufständiges Fachwerkgebäude mit Drempelgeschoß unter ziegelgedecktem Satteldach. Erdgeschoss massiv mit Ladeneinbauten. Errichtet Ende des 19. Jahrhunderts. | 30867567 |      |
| Kirchstraße 18 52° 58′ 1″ N, 11° 9′ 26″ O                           | Wohn-/Geschäftshaus                                | Zweigeschossiges traufständiges Fachwerkgebäude mit Drempelgeschoss unter ziegelgedecktem Satteldach. Erdgeschoss massiv mit Ladeneinbauten. Errichtet Ende des 19. Jahrhunderts. | 41947679 |      |
| Kirchstraße 19 52° 58′ 2″ N, 11° 9′ 26″ O                           | Wohnhaus                                           | Dreigeschossiger, traufständiger Fachwerkbau unter Satteldach in Ziegeldeckung. Großes mittiges Zwerchhaus. Errichtet Anfang des 19. Jahrhunderts. | 30867527 |      |
| Kirchstraße 20 52° 58′ 2″ N, 11° 9′ 26″ O                           | Wohnhaus                                           | Zweigeschossiger, traufständiger Fachwerkbau unter Satteldach in Hohlpfannendeckung; Zwerchhaus mittig in der straßenseitigen Dachfläche. Errichtet nach dem Stadtbrand 1811. | 30867508 |      |

#### Straßen L – Z
| Lage                                                 | Bezeichnung              | Beschreibung | ID       | Bild |
| ---------------------------------------------------- | ------------------------ | --- | -------- | ---- |
| Lange Straße 1 52° 58′ 4″ N, 11° 9′ 36″ O            | Wohn-/Geschäftshaus      | Zweigeschossiger Fachwerkbau in Ecklage traufständig in beiden Straßenfluchten; Satteldächer in Hohlpfanndeckung; einachsiges Zwerchhaus in der Dachfläche zur Langen Straße; störender Ladeneinbau. Errichtet Anfang des 19. Jahrhunderts. Umgebaut zur Gaststätte im Februar 1930 durch Architekt Kurt Kofahl (Bauherr: Otto Wischoff). | 30867413 |      |
| Lange Straße 2 52° 58′ 4″ N, 11° 9′ 35″ O            | Wohn-/Geschäftshaus      | Zweigeschossiger, traufständiger Fachwerkbau unter Satteldach in Hohlpfannen - deckung; einachsiges Zwerchhaus mittig in der straßenseitigen Dachfläche. Errichtet Anfang des 19. Jahrhunderts. 1926 Einbau eines Ladens durch Baugewerksmeister Heinrich Brunberg (Bauherr: Schuhmachermeister Herrmann Schulze). | 30867394 |      |
| Lange Straße 3 52° 58′ 4″ N, 11° 9′ 35″ O            | Wohn-/Geschäftshaus      | Zweigeschossiges traufständiges Fachwerkgebäude unter ziegelgedecktem Satteldach. Drei einzelne jüngere Gauben, Ladeneinbau im Erdgeschoss. Errichtet Mitte des 19. Jahrhunderts. | 30868284 |      |
| Lange Straße 4 52° 58′ 4″ N, 11° 9′ 34″ O            | Wohn-/Geschäftshaus      | Dreigeschossiges traufständiges Fachwerkgebäude unter ziegelgedecktem Satteldach. Mittiges Zwerchhaus. Ladeneinbau im Erdgeschoss. Errichtet Mitte des 19. Jahrhunderts. | 30868265 |      |
| Lange Straße 5 52° 58′ 4″ N, 11° 9′ 34″ O            | Wohn-/Geschäftshaus      | Zweigeschossiger, traufständiger Fachwerkbau unter Satteldach in Hohlpfannendeckung; zweiachsiges Zwerchhaus mittig in der straßenseitigen Dachfläche. Errichtet in der ersten Hälfte des 19. Jahrhunderts. | 30868246 |      |
| Lange Straße 6 52° 58′ 3″ N, 11° 9′ 33″ O            | Wohn-/Geschäftshaus      | Zweigeschossiger, zur Langen Straße traufständiger Fachwerkbau in Ecklage zum Dannenberger Gang; einseitig abgewalmtes Satteldach in Hohlpfannendeckung; dreiachsiges Zwerchhaus mittig in der Dachfläche zur Langen Straße mit radial versprosstem Halbkreisfenster im Tympanon. Errichtet 1844 (i). Ladenumbau 1950 (Bauherr: Flemming). | 30868227 |      |
| Lange Straße 13 52° 58′ 3″ N, 11° 9′ 26″ O           | Wohn-/Geschäftshaus      | Dreigeschossiger traufständiger Fachwerkbau unter Satteldach in Ziegeldeckung. In Ecklage zur Ritterstraße und mit großem Hinterhaus entlang dieser. Errichtet in der ersten Hälfte des 19. Jahrhunderts. Ladeneinbau 1927 durch Heinrich Braunsberg (Baugewerksmeister); Bauherr: Kaufmann Carl Klank. | 30865964 |      |
| Lange Straße 14 52° 58′ 3″ N, 11° 9′ 25″ O           | Wohn-/Geschäftshaus      | Dreigeschossiger, traufständiger Fachwerkbau unter Satteldach in Hohlpfannendeckung. Erdgeschoss durch Ladeneinbau überformt. Errichtet Anfang des 19. Jahrhunderts. | 30865945 |      |
| Lange Straße 15 52° 58′ 3″ N, 11° 9′ 25″ O           | Wohn-/Geschäftshaus      | Zweigeschossiger, zur Langen Straße traufständiger Fachwerkbau in Ecklage zum Burgmühlenweg; Satteldach in Ziegeldeckung; Zwerchhaus mittig in der Dachfläche an der Langen Straße. Errichtet Anfang des 19. Jahrhunderts. | 30865926 |      |
| Lange Straße 16 52° 58′ 3″ N, 11° 9′ 24″ O           | Wohn-/Geschäftshaus      | Zweigeschossiger traufständiger Fachwerkbau in Ecklage. Einseitig abgewalmtes Satteldach in Hohlpfannendeckung mit Zwerchhaus. Errichtet Anfang des 19. Jahrhunderts. Ladeneinbau durch Architekt Kurt Kofahl 1927 (Bauherr: G.W. Krüger). | 30865907 |      |
| Lange Straße 16 52° 58′ 4″ N, 11° 9′ 24″ O           | Hinterhaus               | Das Hintergebäude im Burgmühlenweg hat einen L-förmigem Grundriss und ist bereits auf einem Stadtplan von 1905 vorhanden. Es besteht aus Fachwerk und ist zwei- bis dreigeschossig. | 40215673 |      |
| Lange Straße 17 52° 58′ 3″ N, 11° 9′ 23″ O           | Wohn- und Geschäftshaus  | Dreigeschossiger traufständiger Fachwerkbau unter Satteldach in Falzziegeldeckung mit klassizistischem Zwerchgiebel. Errichtet Anfang des 19. Jahrhunderts. Einbau eines Ladens 1932 durch Architekt Kurt Kofahl. | 30865886 |      |
| Lange Straße 18 52° 58′ 3″ N, 11° 9′ 23″ O           | Wohnshaus                | Dreigeschossiger traufständiger Fachwerkbau unter Satteldach in Hohlpfannendeckung mit kleinem Zwerchhaus. Errichtet Anfang des 19. Jahrhunderts. | 30865867 |      |
| Lange Straße 19 52° 58′ 3″ N, 11° 9′ 22″ O           | Wohn- und Geschäftshaus  | Dreigeschossiger, traufständiger Fachwerkbau in Ecklage zur Badestraße unter einseitig abgewalmten Satteldach in Hohlpfannendeckung. Backsteingefachausfüllungen. Großes, dreiachsiges Zwerchhaus mittig in der südlichen Dachfläche. Schieferbehang an der westlichen Giebelseite; das Hinterhaus zieht sich entlang der Badestraße. Errichtet Anfang des 19. Jahrhunderts. Umbau 1907 durch Architekt Otto Eggeling. | 30865673 |      |
| Lange Straße 20 52° 58′ 3″ N, 11° 9′ 21″ O           | Wohnhaus                 | Zweigeschossiger, zur Langen Straße traufständiger Fachwerkbau in Ecklage zur Badestraße mit Gebäuden in der Badestraße und unter Satteldach in Hohlpfannendeckung; ungewöhnliches, zweigeschossiges Zwerchhaus von 1928 (Architekt: Haacke, Bauherr: W. Witte) mittig in der Dachfläche zur Langen Straße. Errichtet Anfang des 19. Jahrhunderts. | 30865848 |      |
| Lange Straße 21 52° 58′ 3″ N, 11° 9′ 20″ O           | Wohnhaus                 | Dreigeschossiger, traufständiger Fachwerkbau unter Satteldach in Hohlpfannen - deckung; einachsiges Zwerchhaus mittig in der straßenseitigen Dachfläche. Errichtet Anfang des 19. Jahrhunderts. | 30865829 |      |
| Lange Straße 22 52° 58′ 3″ N, 11° 9′ 20″ O           | Wohnhaus                 | Dreigeschossiger, traufständiger Fachwerkbau unter Satteldach in Hohlpfannendeckung; einachsiges Zwerchhaus mittig in der straßenseitigen Dachfläche; Erdgeschoss durch modernen Ladeneinbau überformt. Errichtet Anfang des 19. Jahrhunderts. | 30865810 |      |
| Lange Straße 23 52° 58′ 3″ N, 11° 9′ 19″ O           | Wohn-/Geschäftshaus      | Dreigeschossiger, traufständiger Fachwerkbau unter Satteldach in Falzziegeldeckung; einachsiges Zwerchhaus mittig in der straßenseitigen Dachfläche; Erdgeschoss durch Ladeneinbau überformt. Errichtet Anfang des 19. Jahrhunderts. Ehemals gehörte hierzu ein Hinterhaus - heute Rosenstraße 16 (354018.00869). | 30865791 |      |
| Lange Straße 24 52° 58′ 3″ N, 11° 9′ 18″ O           | Wohn- und Geschäftshaus  | Dreigeschossiger, ursprünglich traufständiger Fachwerkbau unter Satteldach in Hohlpfannendeckung. Umbau 1909 durch Architekt Bogenstein mit neuer Fassade und einem Zwerchgiebel, der die gesamte Hausbreite einnimmt. Hauseingang ausmittig links, im ersten Obergeschoss vorkragender Erker mit drei Rundbogenfenstern. In der Giebelspitze hier bugartig vorkragendes polygonales Dach. Im Kern errichtet Anfang des 19. Jahrhunderts. | 30865770 |      |
| Lange Straße 25 52° 58′ 3″ N, 11° 9′ 18″ O           | Wohn- und Geschäftshaus  | Dreigeschossiger, traufständiger Fachwerkbau unter Satteldach in Falzziegeldeckung; ausmittige Utlucht in beiden Obergeschossen; darüber zweiachsiges Zwerchhaus in der straßenseitigen Dachfläche. Errichtet Anfang des 19. Jahrhunderts, Ausbau eines Bäckergeschäfts im Erdgeschoss 1925, Aufstockung und Erkervorbau 1927 (für beide Maßnahmen Bauherr: H. Bertram, Architekt: H. Schulz). Ehemals gehörte hierzu ein Hinterhaus - heute Rosenstraße 14 (354018.00270). | 30865751 |      |
| Lange Straße 28 52° 58′ 3″ N, 11° 9′ 16″ O           | Wohnhaus                 | Zweigeschossiger, zur Langen Straße traufständiger Fachwerkbau in Ecklage zur Dr.-Lindemann-Straße, unter Satteldach in Hohlpfannendeckung. Errichtet Anfang des 19. Jahrhunderts. Ehemals gehörte hierzu ein Hinterhaus - heute Dr.- Lindemann-Straße 14 (354018.00871). | 30865713 |      |
| Lange Straße 29 52° 58′ 4″ N, 11° 9′ 16″ O           | Wohnhaus                 | Zweigeschossiger, traufständiger Bau mit massivem Erd- und Fachwerkobergeschoss; Satteldach in Ziegeldeckung. Errichtet Anfang des 19. Jahrhunderts. | 30865694 |      |
| Lange Straße 30 52° 58′ 3″ N, 11° 9′ 15″ O           | Wohnhaus                 | Dreigeschossiger, traufständiger Fachwerkbau unter flach geneigtem Satteldach; verputztes Erdgeschoss mit Putzfugenschnitt. Errichtet Anfang des 19. Jahrhunderts. | 30865654 |      |
| Lange Straße 31 52° 58′ 4″ N, 11° 9′ 13″ O           | Wohn- und Geschäftshaus  | Zweigeschossiger, zur Langen Straße traufständiger, verputzter Massivbau in Ecklage zur Drawehner Jeetzel; unter einseitig abgewalmtem Satteldach in Hohlpfannendeckung; markanter Erker an der Südwestecke unter schiefergedeckter Zwiebelhaube; zweiachsiges Zwerchhaus mittig in der straßenseitigen Dachfläche mit Ziergiebel; Schmuckformen wie Fensterlaibungen in Backsteinformsteinen, horizontale Bänder in Backsteinsetzung; Erdgeschoss durch Ladeneinbau überformt. 1901 als Wohn- und Geschäftshaus durch den Maurermeister H. Stieger (Bauherr: L. Hänel) errichtet. | 30865635 |      |
| Lange Straße 31a 52° 58′ 4″ N, 11° 9′ 13″ O          | Wohn- und Geschäftshaus  | Zweigeschossiger, zur Langen Straße traufständiger, verputzter Massivbau in Ecklage zur Drawehner Jeetzel; unter einseitig abgewalmtem Satteldach in Hohlpfannendeckung. Von Pilastern gerahmtes Eingangsportal in der Südfassade, darüber halbrunder Erker und Zwerchhaus; ein weiterer Erker im ersten Obergeschoss in Turmform an der Südostecke. Errichtet Anfang des 20. Jahrhunderts. | 30865559 |      |
| Lange Straße 32 52° 58′ 4″ N, 11° 9′ 12″ O           | Wohnhaus                 | Zweigeschossiger traufständiger Putzbau unter Satteldach. Mittig Zwerchhaus, Erdgeschoss als Laden ausgebaut. Errichtet Anfang des 20. Jahrhunderts. | 30865540 |      |
| Lange Straße 33 52° 58′ 4″ N, 11° 9′ 12″ O           | Wohnhaus                 | Zweigeschossiger, traufständiger Fachwerkbau unter Satteldach in Hohlpfannendeckung; Einbau eines Ladens 1929 durch Kurt Kofahl (Bauherr Paul Pöhlsen); nachträgliche Schleppgauben. Errichtet Anfang des 19. Jahrhunderts. | 30865521 |      |
| Lange Straße 35 52° 58′ 4″ N, 11° 9′ 11″ O           | Wohnhaus                 | Zweigeschossiger, traufständiger Fachwerkbau in Ecklage; unter Satteldach in Hohlpfannendeckung; Erdgeschoss durch Ladeneinbau überformt. Errichtet Anfang des 19. Jahrhunderts. Einbau eines Schaufensters 1913 durch Zimmermeister Paul Cirek für Schuhmachermeister Adolf Schweinhagen. | 30865597 |      |
| Lange Straße 36 52° 58′ 4″ N, 11° 9′ 10″ O           | Wohnhaus                 | Gestreckter, zweigeschossiger, traufständiger Fachwerkbau unter Satteldach in Hohlpfannendeckung; einachsiges Zwerchhaus mittig in der straßenseitigen Dachfläche flankiert von zwei nachträglichen Gauben; Erdgeschoss durch Ladeneinbau über die gesamte Hausbreite überformt. Errichtet Anfang des 19. Jahrhunderts. Einbau eines Schaufensters 1913 durch Baugewerksmeister Carl Kofahl für Lohgerber C. Kermnann. | 30865578 |      |
| Lange Straße 37 52° 58′ 4″ N, 11° 9′ 9″ O            | Wohnhaus                 | Langgestrecktes zweigeschossiges traufständiges Fachwerkgebäude. Ausmittiges Zwerchhaus, Erdgeschoss mit Läden ausgebaut. Errichtet Mitte des 19. Jahrhunderts. | 30865502 |      |
| Lange Straße 38 52° 58′ 4″ N, 11° 9′ 8″ O            | Wohnhaus                 | Zweigeschossiges traufständiges Fachwerkgebäude in Ecklage zur Schützenstraße. Satteldach in Hohlpfannendeckung. Erdgeschoss durch Ladeneinbau überformt. Errichtet in der Mitte des 19. Jahrhunderts. | 30865331 |      |
| Lange Straße 39 52° 58′ 3″ N, 11° 9′ 8″ O            | Wohnhaus                 | Zweigeschossiger, traufständiger Fachwerkbau unter Satteldach in Hohlpfannendeckung; Erdgeschoss durch Ladeneinbau über die gesamte Hausbreite überformt. Errichtet Anfang des 19. Jahrhunderts. Umbau 1927 für den Schlossermeister Fritz Bendfeldt durch Architekt Kurt Kofahl. | 30865483 |      |
| Lange Straße 40 52° 58′ 3″ N, 11° 9′ 8″ O            | Wohnhaus                 | Zweigeschossiger, traufständiger Fachwerkbau unter Satteldach in Hohlpfannendeckung. Errichtet Anfang des 19. Jahrhunderts. Einbau eines Schlachterladens 1926 durch Architekt Kurt Kofahl (Bauherr: Schlachtermeister Kemna). | 30865464 |      |
| Lange Straße 41 52° 58′ 3″ N, 11° 9′ 9″ O            | Wohnhaus                 | Zweigeschossiger, traufständiger Fachwerkbau unter Satteldach in Hohlpfannendeckung; Hauseingang ausmittig links; mit Haus Nr. 42 ein spiegelsymmetrisches Doppelhaus bildend. Errichtet Anfang des 19. Jahrhunderts. | 30865312 |      |
| Lange Straße 42 52° 58′ 3″ N, 11° 9′ 9″ O            | Wohnhaus                 | Zweigeschossiger, traufständiger Fachwerkbau unter Satteldach in Hohlpfannendeckung; Hauseingang ausmittig rechts; mit Haus Nr. 41 ein spiegelsymmetrisches Doppelwohnhaus bildend. Errichtet Anfang des 19. Jahrhunderts. | 30865445 |      |
| Lange Straße 43 52° 58′ 3″ N, 11° 9′ 10″ O           | Wohnhaus                 | Zweigeschossiger, traufständiger Fachwerkbau unter hohem Mansarddach in Biberschwanzdoppeldeckung; dreiachsiges Zwerchhaus mittig in der straßenseitigen Dachfläche flankiert von zwei zeitgenössischen Schleppgauben; polygonal vorkragender Erker im Obergeschoss; Erdgeschoss durch Ladeneinbau überformt. Errichtet 1913 (i) durch den Zimmermeister Carl Kofahl, im Kern vermutlich aus der Zeit nach dem Stadtbrand von 1811. | 30865426 |      |
| Lange Straße 44 52° 58′ 3″ N, 11° 9′ 10″ O           | Wohnhaus                 | Westliche Hälfte eines zweigeschossigen, traufständigen Fachwerkbaus unter Satteldach in Hohlpfannendeckung; kleines Zwerchhaus ausmittig rechts in der straßenseitigen Dachfläche; Erdgeschoss durch Ladeneinbau überformt. Errichtet Anfang des 19. Jahrhunderts. Ladeneinbau 1911 durch die Architekten Hinrichs und Pevestorf (Bauherr: Zollinspektor Poppe). Heute zwei Eingänge und zwei Eigentümer (Nr. 44 und 44a). | 30865293 |      |
| Lange Straße 45 52° 58′ 3″ N, 11° 9′ 11″ O           | Wohnhaus                 | Zweigeschossiger, traufständiger Fachwerkbau unter Satteldach in Hohlpfannendeckung; Erdgeschoss durch Ladeneinbau großflächig überformt. Optisch ein gemeinsames Haus mit Nr. 46. Errichtet Anfang des 19. Jahrhunderts. | 30865388 |      |
| Lange Straße 46 52° 58′ 3″ N, 11° 9′ 12″ O           | Wohnhaus                 | Zweigeschossiger, traufständiger Fachwerkbau in Ecklage zur Bleicherstraße; Satteldach in Hohlpfannendeckung; einachsiges Zwerchhaus ausmittig rechts in der straßenseitigen Dachfläche. Optisch ein gemeinsames Haus mit Nr. 45 bildend. Errichtet Anfang des 19. Jahrhunderts. | 30865369 |      |
| Lange Straße 47 52° 58′ 3″ N, 11° 9′ 13″ O           | Wohnhaus                 | Zweigeschossiger, traufständiger Fachwerkbau unter Satteldach in Hohlpfannendeckung; Erdgeschoss durch Ladeneinbau überformt. Errichtet Anfang des 19. Jahrhunderts. | 30865350 |      |
| Lange Straße 48 52° 58′ 3″ N, 11° 9′ 13″ O           | Wohnhaus                 | Zweigeschossiger, traufständiger Fachwerkbau in Ecklage zur Bleicherstraße; Satteldach in Hohlpfannendeckung. Errichtet Anfang des 19. Jahrhunderts. Einbau eines Ladens 1909 für Heinrich Wolkenhauer. | 30865274 |      |
| Lange Straße 49 52° 58′ 3″ N, 11° 9′ 13″ O           | Wohnhaus                 | | 30865118 |      |
| Lange Straße 50 52° 58′ 3″ N, 11° 9′ 14″ O           | Wohnhaus                 | Zweigeschossiger, traufständiger Fachwerkbau in Ecklage zur Drawehner Jeetzel; Satteldach in Hohlpfannendeckung; einachsiges Zwerchhaus mittig in der straßenseitigen Dachfläche. Errichtet Anfang des 19. Jahrhunderts. Einbau eines Ladens 1921 durch Carl und Kurt Kofahl (Laden für W. Borgmann). | 30865099 |      |
| Lange Straße 51 52° 58′ 3″ N, 11° 9′ 15″ O           | Wohnhaus                 | Zweigeschossiger, traufständiger Fachwerkbau unter Satteldach in Hohlpfannendeckung; einachsiges Zwerchhaus mittig in der straßenseitigen Dachfläche flankiert von zwei kleinen Gauben. Errichtet Anfang des 19. Jahrhunderts. Dachgeschossausbau 1925, Ladeneinbau im Erdgeschoss durch Architekt Kurt Kofahl 1928 (Bauherr für beide Maßnahmen: Kaufmann Ernst Stock). | 30865255 |      |
| Lange Straße 53 52° 58′ 3″ N, 11° 9′ 17″ O           | Wohnhaus                 | Zweigeschossiges traufständiges Fachwerkgebäude in Ecklage zu Lappstraße. Erdgeschoss durch Ladeneinbau überformt. Errichtet Mitte des 19. Jahrhunderts. Umbau des Erdgeschosses 1902 durch Architekt H. Stieger für den Kaufmann Ernst Grau (Schaufenstervergrößerung). | 37175042 |      |
| Lange Straße 54 52° 58′ 3″ N, 11° 9′ 17″ O           | Wohnhaus                 | Dreigeschossiger, traufständiger Fachwerkbau unter Satteldach in Ziegeldeckung; einachsiges Zwerchhaus mittig in der straßenseitigen Dachfläche; Erdgeschoss durch Ladeneinbau überformt. Errichtet Anfang des 19. Jahrhunderts. | 30865217 |      |
| Lange Straße 56 52° 58′ 2″ N, 11° 9′ 20″ O           | Altes Rathaus            | Zweigeschossiger, traufständiger Fachwerkbau auf hohem, verputztem Sockelgeschoss; vorgelegte, zweiseitige Treppe; Halbwalmdach in Hohlpfannendeckung; Betonung der Symmetrieachse durch mittigen Zwerchgiebel und offene achtseitige Laterne. Errichtet nach dem Stadtbrand von 1811 in den Jahren 1815 und 1816(i) als neues Rathaus der Stadt Lüchow. | 30865196 |      |
| Lange Straße 57 52° 58′ 2″ N, 11° 9′ 21″ O           | Wohnhaus                 | Dreigeschossiger, traufständiger Fachwerkbau in Edcklage zur Burgstraße; unter Satteldach in Hohlpfannendeckung. Errichtet Anfang des 19. Jahrhunderts. Gehörte ehemals (wie auch die anschließenden Gebäude entlang der Burgstraße) dem St. Georgsstift und wurde zwischenzeitlich als Rathaus der Stadt Lüchow genutzt. | 30865040 |      |
| Lange Straße 58 52° 58′ 3″ N, 11° 9′ 22″ O           | Wohnhaus                 | Zweigeschossiger, traufständiger Fachwerkbau in Ecklage zur Burgstraße; einseitig abgewalmtes Satteldach in Hohlpfannendeckung; einachsiges Zwerchhaus mittig in der straßenseitigen Dachfläche; Erdgeschoss durch Ladeneinbau überformt. Errichtet Anfang des 19. Jahrhunderts. | 30865021 |      |
| Lange Straße 59 52° 58′ 3″ N, 11° 9′ 22″ O           | Wohn- und Geschäftshaus  | Zweigeschossiger, traufständiger Fachwerkbau unter hohem Mansarddach in Schieferdeckung; einachsiges Zwerchhaus mittig in der straßenseitigen Dachfläche flankiert von zwei kleinen Gauben; Erdgeschoss durch Ladeneinbau überformt. Errichtet Anfang des 19. Jahrhunderts. | 30865156 |      |
| Lange Straße 59 52° 58′ 2″ N, 11° 9′ 22″ O           | Hinterhaus               | | 40215576 | BW   |
| Lange Straße 60 52° 58′ 3″ N, 11° 9′ 23″ O           | Wohnhaus                 | Zweigeschossiger, traufständiger Fachwerkbau unter Satteldach in Hohlpfannendeckung; einachsiges Zwerchhaus mittig in der straßenseitigen Dachfläche. Errichtet Anfang des 19. Jahrhunderts. | 30865177 |      |
| Lange Straße 61 52° 58′ 3″ N, 11° 9′ 23″ O           | Wohnhaus                 | Zweigeschossiger, traufständiger Fachwerkbau in Ecklage zum Burgmühlenweg; großes Zwerchhaus mittig in der straßenseitigen Dachfläche; Erdgeschoss großflächig durch Ladeneinbau überformt. Umbau 1921 durch die Architekten Hinrichs und Paschke. Im Kern errichtet Anfang des 19. Jahrhunderts. | 30865137 |      |
| Lange Straße 62 52° 58′ 2″ N, 11° 9′ 24″ O           | Wohnhaus                 | Zweigeschossiger, traufständiger Fachwerkbau in Ecklage zum Burgmühlenweg; Satteldach in Hohlpfannendeckung; Erdgeschoss durch Ladeneinbau überformt. Errichtet Anfang des 19. Jahrhunderts. Ladeneinbau durch die Architekten Hinrichs und Pevestorf 1908 für W. Brusch. | 30865080 |      |
| Lange Straße 63 52° 58′ 2″ N, 11° 9′ 24″ O           | Wohnhaus                 | Zweigeschossiger, traufständiger Fachwerkbau unter Satteldach in Hohlpfannendeckung; Erdgeschoss durch Ladeneinbau überformt. Errichtet Anfang des 19. Jahrhunderts. | 30865061 |      |
| Lange Straße 64 52° 58′ 2″ N, 11° 9′ 25″ O           | Wohnhaus                 | Schmaler, traufständiger Fachwerkbau mit zwei Geschossen und auf verputztem Kellersockel; Satteldach in Hohlpfannendeckung; einachsiges Zwerchhaus mittig in der straßenseitigen Dachfläche; Dacherker mit Dreiecksgiebel bekrönt; vorgelegte, zweiseitige Treppe; zweiflügelige Hauseingangstür. Errichtet Anfang des 19. Jahrhunderts, Ladeneinbau Ende des 19. Jahrhunderts. | 30865002 |      |
| Lange Straße 65 52° 58′ 3″ N, 11° 9′ 25″ O           | Wohnhaus                 | Zweigeschossiger, traufständiger Fachwerkbau unter Satteldach in Hohlpfannen - deckung; Zwerchhaus mittig in der straßenseitigen Dachfläche; Erdgeschoss durch Ladeneinbau überformt. Errichtet nach dem Brand von 1811. | 30864983 |      |
| Lange Straße 66 52° 58′ 2″ N, 11° 9′ 26″ O           | Wohnhaus                 | Zweigeschossiger, traufständiger Fachwerkbau in Ecklage zur Kirchstraße; Satteldach in Schieferdeckung; einachsiges Zwerchhaus mittig in der straßenseitigen Dachfläche; schieferverkleideter Giebel an der Kirchstraße; Erdgeschoss durch Ladeneinbau überformt. Errichtet Anfang des 19. Jahrhunderts, Umbau 1887 (i). | 30864907 |      |
| Lange Straße 67 52° 58′ 2″ N, 11° 9′ 27″ O           | Wohnhaus                 | Zweigeschossiger, traufständiger Fachwerkbau unter Satteldach in Schieferdeckung; dreiachsiges Zwerchhaus mittig in der straßenseitigen Dachfläche; Erdgeschoss durch Ladeneinbau überformt. Errichtet Anfang des 19. Jahrhunderts. | 30868607 |      |
| Lange Straße 68 52° 58′ 2″ N, 11° 9′ 27″ O           | Wohnhaus                 | Zweigeschossiger, traufständiger Fachwerkbau unter Satteldach in Hohlpfannen - deckung; großes Zwerchhaus mittig in der straßenseitigen Dachfläche; Erdgeschoss durch Ladeneinbau überformt. Errichtet Anfang des 19. Jahrhunderts. | 30867854 |      |
| Lange Straße 69 52° 58′ 2″ N, 11° 9′ 28″ O           | Wohnhaus                 | Zweigeschossiger, traufständiger Fachwerkbau unter Satteldach in Hohlpfannendeckung; drei kleine Schleppgauben in der straßenseitigen Dachfläche; Erdgeschoss durch Ladeneinbau überformt. Errichtet Anfang des 19. Jahrhunderts. Schaufenstereinbau 1932 durch Architekt Carl Franzke für Hermann Schlungbaum. | 30864715 |      |
| Lange Straße 70 52° 58′ 2″ N, 11° 9′ 28″ O           | Wohn-/Geschäftshaus      | Zweigeschossiger, traufständiger Fachwerkbau in Ecklage zur Mauerstraße; Satteldach in Hohlpfannendeckung; Zwerchhaus mit Ladeluke mittig in der straßenseitigen Dachfläche; Ladeneinbau 1950 durch Architekt Hans Neander für Juwelier Karl Sasse - heute überformt. Errichtet Anfang des 19. Jahrhunderts. | 30864696 |      |
| Lange Straße 75a 52° 58′ 2″ N, 11° 9′ 33″ O          | Rückwärtiges Wohnhaus    | Zweigeschossiges Fachwerkgebäude unter ziegelgedecktem Walmdach auf dem rückwärtigen Bereich des Grundstücks. Errichtet Mitte des 18. Jahrhunderts als Wohnhausanbau an eine Scheune, die überformt im vorderen Bereich des Grundstücks steht (heute Geschäft). | 30864599 |      |
| Lappstraße 2 52° 58′ 2″ N, 11° 9′ 16″ O              | Rückwärtiges Wohnhaus    | Zweigeschossiger, traufständiger Fachwerkbau unter Satteldach in Hohlpfannendeckung; einachsiges Zwerchhaus mittig in der straßenseitigen Dachfläche. Errichtet Anfang des 19. Jahrhunderts. | 30864658 |      |
| Lappstraße 3 52° 58′ 1″ N, 11° 9′ 16″ O              | Wohnhaus                 | Zweigeschossiger, traufständiger Fachwerkbau unter Satteldach in Hohlpfannendeckung. Bauzeitliche Eingangstür. Errichtet Anfang des 19. Jahrhunderts. | 30864580 |      |
| Lappstraße 4 52° 58′ 1″ N, 11° 9′ 16″ O              | Wohnhaus                 | Zweigeschossiger, schmaler, traufständiger Fachwerkbau unter Satteldach in Hohlpfannendeckung. Eingang linksseitig. Errichtet Anfang des 19. Jahrhunderts. | 30863372 |      |
| Lappstraße 5 52° 58′ 1″ N, 11° 9′ 16″ O              | Wohnhaus                 | Zweigeschossiger, zur Lappstraße traufständiger Fachwerkbau in Ecklage zur Junkerstraße; Satteldach in Hohlpfannendeckung. Errichtet Anfang des 19. Jahrhunderts. | 30864522 |      |
| Lappstraße 6 52° 58′ 1″ N, 11° 9′ 17″ O              | Wohnhaus                 | Zweigeschossiger, traufständiger Fachwerkbau unter Satteldach in Hohlpfannendeckung. Errichtet Anfang des 19. Jahrhunderts. | 30864503 |      |
| Lappstraße 8 52° 58′ 2″ N, 11° 9′ 17″ O              | Wohnhaus                 | Dreigeschossiger schmaler Fachwerkbau mit geschlämmten Ausfachungen unter Walmdach. Errichtet im 19. Jahrhundert. | 37175234 |      |
| Mauerstraße 1 52° 58′ 2″ N, 11° 9′ 28″ O             | Wohnhaus                 | Bescheidener, giebelständiger Fachwerkbau mit zwei Geschossen; Satteldach in Hohlpfannendeckung. Errichtet Anfang des 19. Jahrhunderts. | 30864446 |      |
| Mauerstraße 2 52° 58′ 1″ N, 11° 9′ 28″ O             | Wohnhaus                 | Zweigeschossiger, traufständiger Fachwerkbau unter Satteldach in Hohlpfannendeckung; einachsiges Zwerchhaus mittig in der straßenseitigen Dachfläche; vorgelagerte, zweiseitige Treppe. Errichtet Anfang des 19. Jahrhunderts. | 30864427 |      |
| Mauerstraße 4 52° 58′ 0″ N, 11° 9′ 28″ O             | Werkstatt                | Zweigeschossiges, traufständiges Werkstattgebäude unter ziegelgedecktem Satteldach. Errichtet in der Mitte des 19. Jahrhunderts. | 30864389 |      |
| Mauerstraße 5 52° 58′ 0″ N, 11° 9′ 28″ O             | Wohnhaus                 | Zweigeschossiger, traufständiger Fachwerkbau unter Satteldach in Hohlpfannen - deckung. Anfang des 19. Jahrhunderts als Scheune erbaut, 1905 durch Architekt Heinrich Schulz für sich selbst als Wohnhaus ausgebaut. | 30864370 |      |
| Mauerstraße 8 52° 58′ 0″ N, 11° 9′ 29″ O             | Wohn-/Geschäftshaus      | Breiter, zweigeschossiger Putzbau in Massivbauweise unter Pultdach. Westliche Schaufassade zur Mauerstraße mit Stuck- und Putzelementen (mittiger Pilaster und Emblem, Dreiecksgiebel mit Okulusform; Fenster- und Portalrahmungen). Errichtet 1924 für Otto Riechers als Geschäfts- und Wohnhaus durch Architekt Fritz Riesenkamp (Salzwedel). | 30864351 |      |
| Mauerstraße 10 / 11 52° 58′ 1″ N, 11° 9′ 29″ O       | Wohn-/Geschäftshaus      | Eingeschossiger, traufständiger Backsteinbau unter Satteldach in Hohlpfannendeckung; zwei symmetrisch angeordnete, zweigeschossige Risalite in der Straßenfassade, der linke mit Eingang. Doppelhaus bildend (Nr. 10 und 11). Errichtet Ende des 19. Jahrhunderts. | 30864313 |      |
| Ritterstraße 2 52° 58′ 5″ N, 11° 9′ 27″ O            | Wohnhaus                 | Zweigeschossiges traufständiges Fachwerkgebäude unter ziegelgedecktem Satteldach. Erdgeschoss massiv erneuert. Errichtet in der zweiten Hälfte des 19. Jahrhunderts. | 30864158 |      |
| Ritterstraße 3 52° 58′ 5″ N, 11° 9′ 26″ O            | Wohnhaus                 | Eingeschossiger Fachwerkbau unter Satteldach. Giebelständig zur Ritterstraße, in Ecklage zur Rosenstraße. Errichtet im 19. Jahrhundert. | 30863353 |      |
| Ritterstraße 4 52° 53′ 52″ N, 11° 9′ 26″ O           | Wohnhaus                 | Zweigeschossiger, traufständiger Fachwerkbau unter Satteldach in Hohlpfannendeckung; zweiachsiges Zwerchhaus mittig in der straßenseitigen Dachfläche. Errichtet Anfang des 19. Jahrhunderts. | 30863334 |      |
| Rosenstraße 3 52° 58′ 5″ N, 11° 9′ 25″ O             | Wohnhaus                 | Zweigeschossiges traufständiges Fachwerkgebäude unter Satteldach. Mittiges Zwerchhaus in der südlichen Dachfläche. Errichtet in der Mitte des 19. Jahrhunderts. | 30864063 |      |
| Rosenstraße 6 52° 58′ 5″ N, 11° 9′ 23″ O             | Wohnhaus                 | Zweigeschossiger, traufständiger Fachwerkbau in Ecklage zum Burgmühlenweg; Satteldach mit einseitigem Vollwalm. Grundriss unregelmäßig, da er auf die Straßenzüge Bezug nimmt. Errichtet Anfang des 19. Jahrhunderts. | 30864006 |      |
| Rosenstraße 7 52° 58′ 5″ N, 11° 9′ 22″ O             | Wohnhaus                 | Zweigeschossiger, traufständiger Fachwerkbau unter Satteldach in Ziegeldeckung. Errichtet Anfang des 19. Jahrhunderts. | 30863987 |      |
| Rosenstraße 8 / 8a 52° 58′ 5″ N, 11° 9′ 22″ O        | Wohnhaus                 | Zweigeschossiger, traufständiger Fachwerkbau unter Satteldach. Errichtet Anfang des 19. Jahrhunderts. Zwei Eingänge mit den Nummern 8 und 8A. | 30863968 |      |
| Rosenstraße 9 52° 58′ 6″ N, 11° 9′ 21″ O             | Wohnhaus                 | Zweigeschossiges traufständiges Fachwerkgebäude unter ziegelgedecktem Halbwalmdach. Aus der Straßenfront der Rosenstraße zurückspringend. Errichtet in der Mitte des 19. Jahrhunderts. | 37175452 |      |
| Rosenstraße 10 52° 58′ 6″ N, 11° 9′ 20″ O            | Lagergebäude             | Kleines Backsteingebäude mit einer Einfahrt in der reich verzierten Ostfassade. Ziegelgedecktes Pultdach. Errichtet um 1900. | 37177555 |      |
| Rosenstraße 11 52° 58′ 5″ N, 11° 9′ 19″ O            | Wohnhaus                 | Zweigeschossiges traufständiges Fachwerkgebäude unter Satteldach. Errichtet in der Mitte des 19. Jahrhunderts. | 30863949 |      |
| Rosenstraße 12 52° 58′ 5″ N, 11° 9′ 19″ O            | Wohnhaus                 | Zweigeschossiges traufständiges Fachwerkgebäude unter ziegelgedecktem Satteldach. Erdgeschossfassade massiv ersetzt. Errichtet in der Mitte des 19. Jahrhunderts | 30863930 |      |
| Rosenstraße 14 52° 58′ 5″ N, 11° 9′ 18″ O            | Hinterhaus               | Einfaches zweigeschossiges, traufständiges Fachwerkgebäude unter Satteldach; Backsteingefachausfüllungen. Errichtet als Hinterhaus zur Langen Straße 25 im 19. Jahrhundert. | 40216188 |      |
| Rosenstraße 16 52° 58′ 5″ N, 11° 9′ 19″ O            | Hinterhaus               | Einfaches Fachwerkgebäude, giebelständig unter Satteldach. Errichtet als Hinterhaus zur Langen Straße 23 im 19. Jahrhundert. | 40215745 |      |
| Rosenstraße 17 52° 58′ 5″ N, 11° 9′ 20″ O            | Speichergebäude          | Zweigeschossiges traufständiges Fachwerkgebäude mit Toreinfahrt. Rechts Giebel mit Aufzugsluken. Gefache mit Backsteinen verfüllt. Errichtet in der Mitte des 19. Jahrhunderts. | 37175489 |      |
| Rosenstraße 18 52° 58′ 5″ N, 11° 9′ 20″ O            | Nebengebäude             | Zweigeschossiges traufständiges Fachwerkgebäude mit zwei Garagentoren. Errichtet im 19. Jahrhundert. | 37175469 |      |
| Rosenstraße 19 52° 58′ 5″ N, 11° 9′ 20″ O            | Wohn-/Wirtschaftsgebäude | Zweigeschossiges traufständiges Fachwerkgebäude unter ziegelgedecktem Satteldach. Das Gebäude liegt in Ecklage zum Burgmühlenweg und zieht sich hier um die Ecke - auch hier trauf - ständig unter Satteldach. Die Hauptfassade zur Rosenstraße enthält eine Toreinfahrt und ein Zwerchhaus mit Aufzugsbalken. Die Hintergebäude am Burgmühlenweg gehören dazu. Errichtet in der Mitte des 19. Jahrhunderts. | 30863873 |      |
| Rosenstraße 20 52° 58′ 5″ N, 11° 9′ 24″ O            | Wohnhaus                 | Zweigeschossiges traufständiges Fachwerkgebäude unter ziegelgedecktem Satteldach, in Ecklage zum Burgmühlenweg. Mittiges Zwerchhaus in der nördlichen Dachfläche zur Rosenstraße. Errichtet in der Mitte des 19. Jahrhunderts. | 30863854 |      |
| Rosenstraße 21 52° 58′ 5″ N, 11° 9′ 24″ O            | Wohnhaus                 | Schmales zweigeschossiges traufständiges Fachwerkgebäude unter Satteldach. Errichtet in der Mitte des 19. Jahrhunderts. | 30863835 |      |
| Rosenstraße 22 52° 58′ 5″ N, 11° 9′ 25″ O            | Wohnhaus                 | Zweigeschossiges traufständiges Fachwerkgebäude unter ziegelgedecktem Satteldach. Errichtet in der Mitte des 19. Jahrhunderts. | 30863816 |      |
| Rosenstraße 23 52° 58′ 5″ N, 11° 9′ 25″ O            | Wohnhaus                 | Zweigeschossiges traufständiges Fachwerkgebäude unter ziegelgedecktem Satteldach. Errichtet in der Mitte des 19. Jahrhunderts. | 30863797 |      |
| Salzwedeler Straße 2 52° 58′ 2″ N, 11° 9′ 43″ O      | Wohnhaus                 | Langgestrecktes traufständiges zweigeschossiges Fachwerkgebäude mit Backsteingefachausfüllungen unter hohlpfannengedecktem Satteldach. Mittiges Zwerchhaus mit Eingang. Rechtsseitig eine Durchfahrt. Errichtet 1864 (i). | 37176009 |      |
| Salzwedeler Straße 12 52° 57′ 56″ N, 11° 9′ 49″ O    | Forsthaus                | Zweigeschossiges Fachwerkgebäude mit Backsteingefachausfüllungen unter hohlpfannengedecktem Walmdach. Obergeschoss vorkragend. Errichtet um 1900 als Forstamt der Stadt Lüchow. | 37176034 |      |
| Salzwedeler Straße 13 52° 57′ 54″ N, 11° 9′ 52″ O    | Postamt                  | Freistehender. langgestreckter, zweigeschossiger Massivbau unter Walmdach. Traufständig. Verputzt und mit flächenbündigen, liegenden Fensterelementen. Schriftzug "Postamt" und Reichsadler darüber in der straßenseitigen Fassade. Errichtet 1930 (i) durch die Oberpostdirektion Hannover (Bauleitung: Korbmann, Lüchow). | 30863779 |      |
| Salzwedeler Straße 17 52° 57′ 54″ N, 11° 9′ 53″ O    | Wohnhaus                 | Zweigeschossiger, traufständiger Backsteinbau mit Stuckdekor (Fenster- und Türrahmung, horizontale Verbänderung, Konsolen am Dachgesims, Voluten am Ziergiebel); unter Mansarddach in Schieferdeckung. In der Westfassade ausmittig rechts zweigeschossiger polygonaler Gebäudevorsprung, darüber zurückgesetzter Ziergiebel. Mansardgeschoss ausgebaut. Errichtet um 1900. | 37176103 |      |
| Salzwedeler Straße 18 52° 57′ 55″ N, 11° 9′ 53″ O    | Mehrfamilienwohnhaus     | Zweigeschossiger, traufständiger Backsteinbau mit Stuckdekor (Fenster- und Türrahmung, horizontale Verbänderung, Konsolen am Dachgesims, Voluten am Ziergiebel); unter Mansarddach in Schieferdeckung. In der Westfassade ausmittig rechts zweigeschossiger polygonaler Gebäudevorsprung, darüber zurückgesetzter Ziergiebel. Mansardgeschoss ausgebaut. Errichtet um 1900. | 30863761 |      |
| Salzwedeler Straße 26 52° 58′ 2″ N, 11° 9′ 44″ O     | Wohnhaus                 | Zweigeschossiger, traufständiger Backsteinbau mit Stuckdekor (Fenster- und Türrahmungen, Verdachungen, horizontale Verbänderung, Konsolenfries mit Muschelaufsatz); unter Satteldach in Hohlpfannendeckung; zweiachsiger, dreigeschossiger Mittelrisalit in der straßenseitigen Schaufassade. Errichtet zwischen 1895 (i) und 1903 (Umbau durch Maurermeister H. Stieger, Bauherr: Maschinenbauer Kofahl). | 30863740 |      |
| Schmiedestraße 2 52° 58′ 1″ N, 11° 9′ 18″ O          | Wohnhaus                 | Zweigeschossiger, traufständiger Fachwerkbau unter Satteldach. Errichtet Anfang des 19. Jahrhunderts. | 30863645 |      |
| Schmiedestraße 4 52° 58′ 0″ N, 11° 9′ 18″ O          | Wohnhaus                 | Zweigeschossiger Fachwerkbau in Ecklage zur Junkerstraße; giebelständig zur Schmiedestraße. Unter Halbwalmdach in Hohlpfannendeckung. Errichtet Anfang des 19. Jahrhunderts. | 30863626 |      |
| Schützenstraße 2 52° 58′ 5″ N, 11° 9′ 7″ O           | Wohn- und Bürohaus       | Zweigeschossiger Backsteinbau in markanter Ecklage zur Georgstraße. Walmdach in Hohlpfannendeckung. Grundriss folgt mit zwei Flügeln den Straßen (Schützenstraße/Georgstraße), mittig in halbovaler Grundrissform Eingangszone (EG und OG), darüber runder Aufbau unter kupferblechgedeckter Kuppel in der Dachzone. Die übrigen Fassaden sind dominiert durch das hohe Sockelgeschoss in Backstein und der darüber liegenden geschossübergreifenden Gliederung durch verputzte Flächen in den Fensterzonen und dazwischen befindlichen lisenenartigen Streifen aus Backstein; ebensolche Eckausbildung. Errichtet 1927 als Wohnhaus mit Büroräumen für den Kreislandbund e. V. in Lüchow durch den Architekten Kurt Kofahl. 1930 Druckereianbau unter Flachdach an der Nordostseite, ebenfalls durch Kofahl. | 30863568 |      |
| Schützenstraße 21 52° 58′ 6″ N, 11° 8′ 57″ O         | Wohnhaus                 | Freistehender, eingeschossiger, verputzter Massivbau in Ecklage zur Hindenburgstraße; unter hohem Walmdach in Hohlpfannendeckung. Errichtet 1911 (i) als "ländliches Wohnhaus" durch den Architekten Carl Franzke (Bauherr: Kantor Mente). | 30863316 |      |
| Schützenstraße 22 52° 58′ 5″ N, 11° 8′ 59″ O         | Wohnhaus                 | Freistehender, eingeschossiger, verputzter Massivbau in Ecklage zur Hindenburgstraße; ausgebautes Dachgeschoss unter hohem Mansardwalmdach in Hohlpfannendeckung. Errichtet 1915 durch den Architekten Carl Franzke für den Rentier Gruhm aus Grabow. | 30863298 |      |
| Schützenstraße 28 52° 58′ 4″ N, 11° 9′ 7″ O          | Wohnhaus                 | Zweigeschossiges Gebäude, unten massiv, Obergeschoss in Fachwerk, die linke Hälfte traufständig unter hohlpfannengedecktem Satteldach, rechts Giebel mit hohlpfannengedecktem Krüppelwalmdach. In seiner Kubatur dem Straßenverlauf angepasst. Errichtet um 1910. | 37176199 |      |
| Seerauer Straße 14 52° 58′ 7″ N, 11° 9′ 52″ O        | Elektrizitätswerk Lüchow | Hohes Backsteingebäude unter flachgeneigtem Satteldach. Architekt: Willy Krüger, Düsseldorf. Errichtet um 1925 als Elektrizitätswerk von Lüchow. | 39071454 |      |
| Tarmitzer Straße 55 52° 58′ 5″ N, 11° 9′ 36″ O       | Wohnhaus                 | Zweigeschossiges traufständiges Fachwerk - gebäude unter hohlpfannengedecktem Satteldach. Errichtet Anfang des 19. Jahrhunderts. | 37178024 |      |
| Tarmitzer Straße 56 52° 58′ 5″ N, 11° 9′ 36″ O       | Wohnhaus                 | Zweigeschossiges traufständiges Fachwerkgebäude unter ziegelgedecktem Satteldach. Errichtet Anfang des 19. Jahrhunderts. | 37178046 |      |
| Theodor-Körner-Straße 3 52° 57′ 57″ N, 11° 9′ 41″ O  | Gefängnis                | Rückwärtiger Anbau am ehemaligen Amtsgericht, mit diesem durch einen zweigeschossigen Fachwerktrakt verbunden. Zweigeschossiger Backsteinbau unter Halbwalmdach in Hohlpfannendeckung, südlicher Giebel in Fachwerk; Fenstergewände in Werkstein. Ursprünglich teilweise als Zellentrakt ausgebaut. Errichtet als Amtsgefängnis in der Mitte des 19. Jahrhunderts. | 30863511 |      |
| Theodor-Körner-Straße 3 52° 57′ 58″ N, 11° 9′ 41″ O  | Amtsgericht              | Zweigeschossiger, traufständiger Bau unter Satteldach in Hohlpfannendeckung. Erdgeschoss massiv und verputzt, darüber Fachwerk. Ursprünglich symmetrischer Aufbau mit nördlicher Schaufassade und mittigem Eingang, darüber Zwerchhaus in der Dachfläche. Nachträglich um zwei Fensterachsen nach Osten massiv erweitert. Fensterlaibungen in allen massiven Bereichen in Werkstein. Errichtet als Amtsgericht der Stadt Lüchow in der ersten Hälfte des 19. Jahrhunderts. | 30873054 |      |
| Theodor-Körner-Straße 4 52° 57′ 58″ N, 11° 9′ 39″ O  | Ehemaliges Amtshaus      | Zweigeschossiger, traufständiger Fachwerkbau in Ecklage zur Amtsfreiheit. Unter Halbwalmdach in Hohlpfannendeckung. Feldsteinsockel. Symmetrischer Fassadenaufbau mit mittigem, über eine Treppe mit vier Stufen erreichbaren Eingang, darüber Zwerchhaus. Errichtet als Amtshaus von Lüchow in der ersten Hälfte des 19. Jahrhunderts. | 30863490 |      |
| Theodor-Körner-Straße 11 52° 57′ 58″ N, 11° 9′ 26″ O | Ehem. Postamt / Wohnhaus | Zweigeschossiger, traufständiger Backsteinbau unter Satteldach in Hohlpfannendeckung; zwei schmale, dreigeschossige Risalite in der Nordfassade zur Theodor-Körner-Straße, der linke als Eckrisalit ausgebildet und den Gebäudeeingang umfassend; rechts Verbindungstrakt zum Glockenturm, an den das Haus übereck angebaut ist. Heute Wohnhaus, errichtet 1885 (i) als Postamt, daher ein Postpferd und ein Posthorn als Embleme unterhalb der Dachtraufe in der Nordfassade. | 30863429 |      |
| Wallstraße 1 52° 58′ 1″ N, 11° 9′ 14″ O              | Wohnhaus                 | Zweigeschossiger, giebelständiger Fachwerkbau in Ecklage zur Drawehner Jeetzel; unter ziegelgedecktem Satteldach. Gefache mit Backsteinen ausgefüllt; zahnschnittartige Gesimsbänder in Holz, zeitgenössische Eingangstür in der Südfassade, auch bauzeitliche Fenster vorhanden. Errichtet Ende des 19. Jahrhunderts. | 30863391 |      |

### Ehem. Baudenkmale
| Lage                                         | Bezeichnung                           | Beschreibung | ID | Bild |
| -------------------------------------------- | ------------------------------------- | --- | -- | ---- |
| Drawehner Jeetzel 52° 58′ 5″ N, 11° 9′ 13″ O | Flusslauf innerhalb des Stadtgebietes | Die Drawehner Jeetzel ist ein westlicher Nebenarm der Jeetzel, die bei Lüchow aufgrund topografischer Gegebenheiten in mehrere Arme aufgeteilt war. Nach umfangreichen wasserbaulichen Veränderungen (vor allem die sog. Jeetzelmelioration in den 1950er- und frühen 1960er-Jahren) stellt die Drawehner Jeetzel heute nur noch einen kleinen, ca. 4,5 km langen Wasserlauf innerhalb von Lüchow sowie nordnordwestlich des bebauten Stadtgebietes dar. In Höhe zwischen Gollau und Rehbeck mündet dieser (wieder) in die Alte Jeetzel, nachdem zuvor bei Plate der Lübelner Mühlenbach unterquert wurde. |    |      |
| Neuer Friedhof 52° 58′ 9″ N, 11° 10′ 23″ O   | Friedhof mit Kapelle und Einfriedung  | nur noch Kapelle und Eingangstor im Denkmalatlas verzeichnet.(11.10.21) |    |      |